# Deutsche Meisterschaften im Rennrodeln 2021

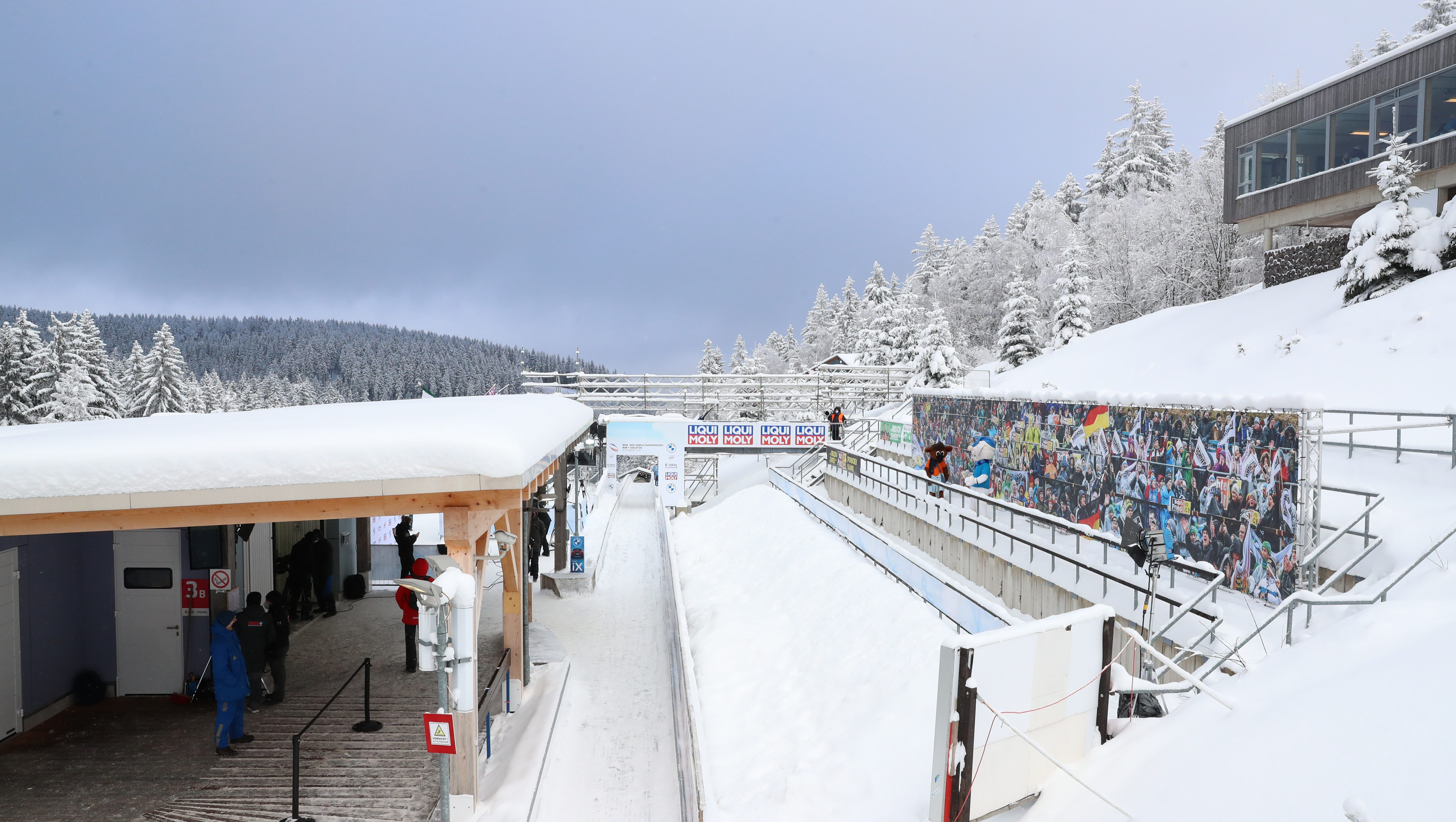
Rennschlitten- und Bobbahn Altenberg

Die Deutschen Meisterschaften im Rennrodeln 2021 wurden am 24. Oktober 2021 auf der Rennschlitten- und Bobbahn in Altenberg ausgetragen.
Bei den vom Bob- und Schlittenverband für Deutschland organisierten nationalen Titelkämpfen fanden Wettbewerbe in den Einsitzern für Männer und Frauen, dem Doppelsitzer der Männer sowie in der Disziplin der Teamstaffel statt. Abgesehen von der Teamstaffel (lediglich ein Lauf) wurde alle Wettbewerbe in zwei Läufen entschieden. Zum sechsten Mal wurde bei Deutschen Meisterschaften eine Teamstaffel ausgetragen. Die Rennen dienten auch als Selektionsrennen der deutschen Rennrodelnationalmannschaft für die Weltcupsaison inkl. Olympiaqualifikation.
Den Titel sicherten sich Julia Taubitz (Einsitzer der Frauen), Johannes Ludwig (Einsitzer der Männer) und Toni Eggert/Sascha Benecken (Doppelsitzer der Männer), welche in dieser Besetzung auch den Teamstaffelwettbewerb gewinnen konnten.

## Titelverteidiger
Bei den Deutschen Meisterschaften im Rennrodeln im November 2020 auf der Kunsteisbahn am Königssee siegten Natalie Geisenberger im Einsitzer der Frauen, Felix Loch im Einsitzer der Männer sowie Tobias Wendl/Tobias Arlt im Doppelsitzer der Männer. Den Sieg in der Teamstaffel sicherte sich die Trainingsgruppe Sonnenschein um Natalie Geisenberger, Felix Loch und Tobias Wendl/Tobias Arlt.

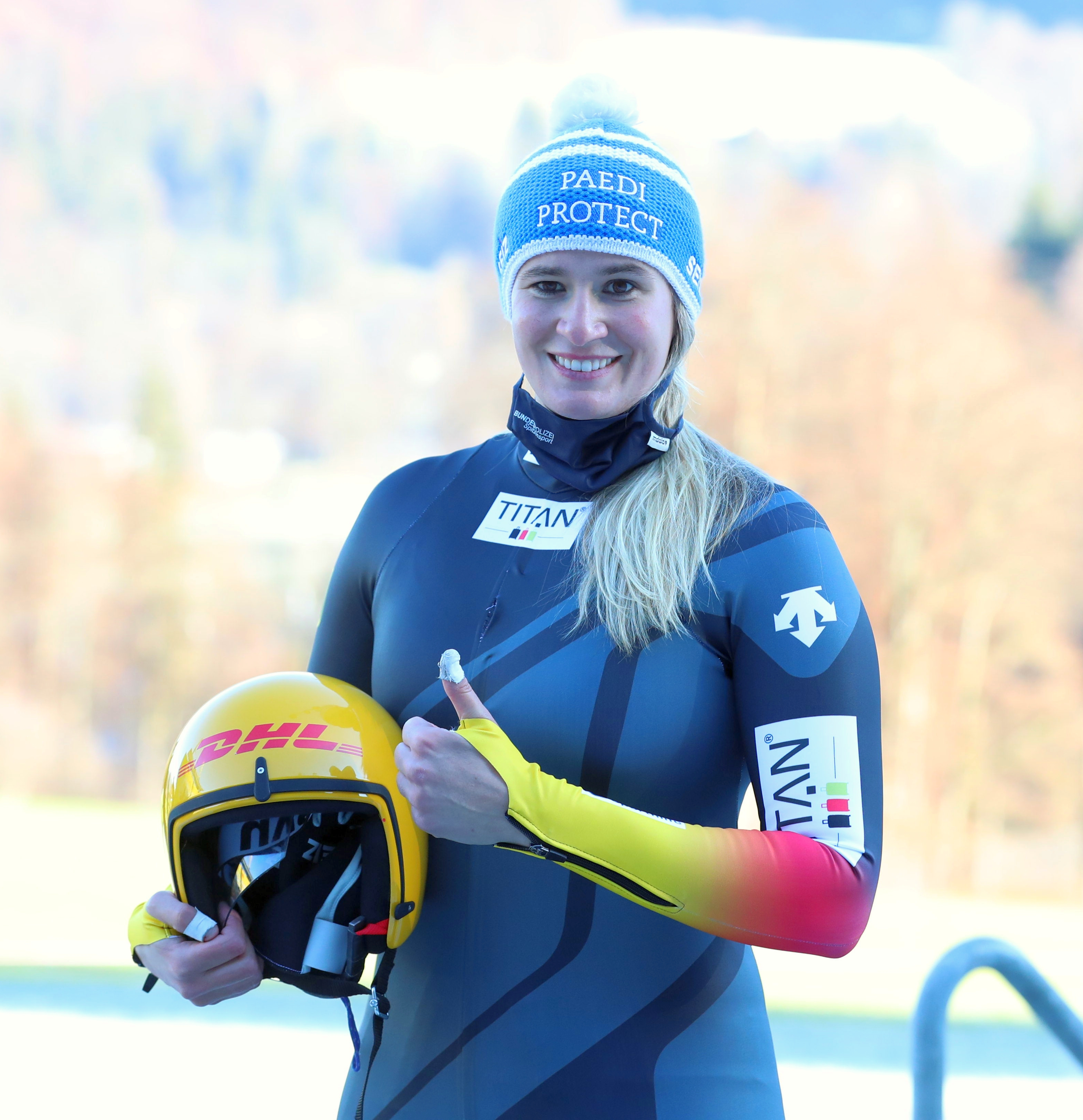
Geisenberger
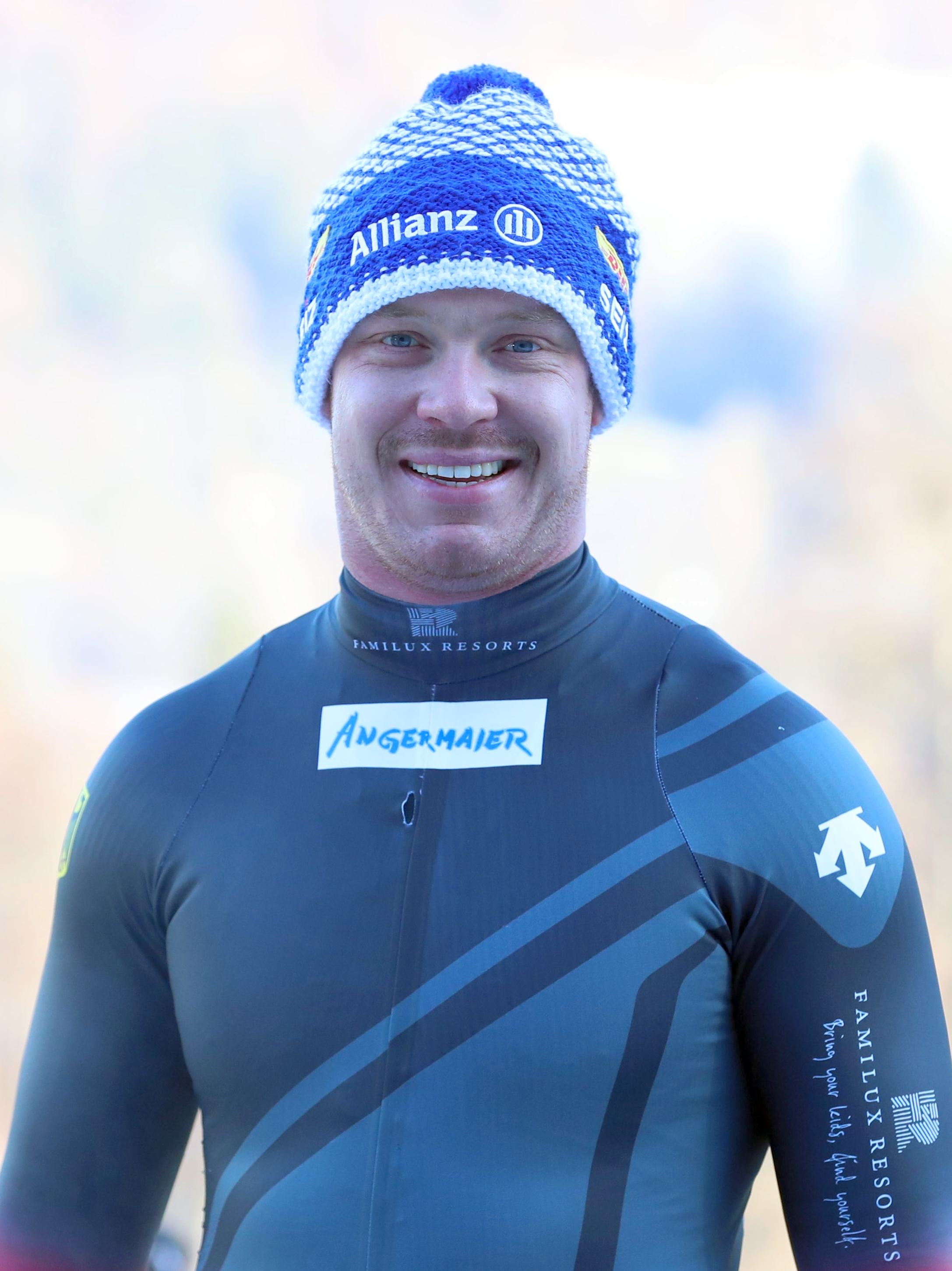
Loch
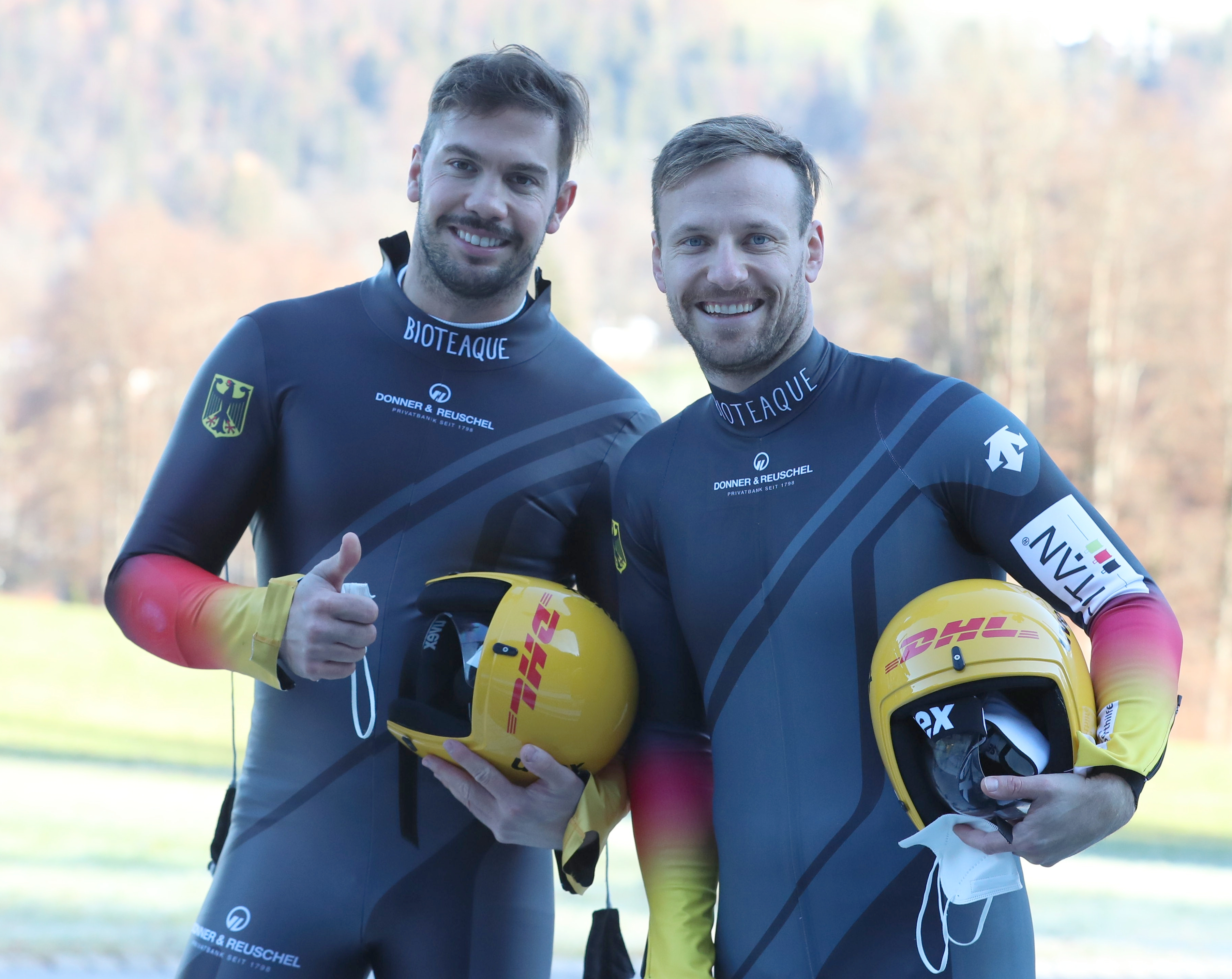
Wendl/Arlt

## Ergebnisse

### Einsitzer der Frauen
| Platz | Sportlerin           | Verein                        | Laufzeiten        | Zeit         |
| ----- | -------------------- | ----------------------------- | ----------------- | ------------ |
| 1     | Julia Taubitz        | WSC Erzgebirge Oberwiesenthal | 53,132 s 53,327 s | 1:46,459 min |
| 2     | Anna Berreiter       | RC Berchtesgaden              | 53,294 s 53,397 s | 1:+0,232 s   |
| 3     | Jessica Degenhardt   | RRC Altenberg                 | 53,337 s 53,357 s | 1:+0,235 s   |
| 4     | Dajana Eitberger     | RC Ilmenau                    | 53,426 s 53,697 s | 1:+0,664 s   |
| 5     | Cheyenne Rosenthal   | BSC Winterberg                | 53,455 s 53,683 s | 1:+0,679 s   |
| 6     | Merle Fräbel         | RT Suhl                       | 53,565 s 58,831 s | 1:+5,937 s   |
| DNS   | Natalie Geisenberger | ASV Miesbach                  |                   |              |

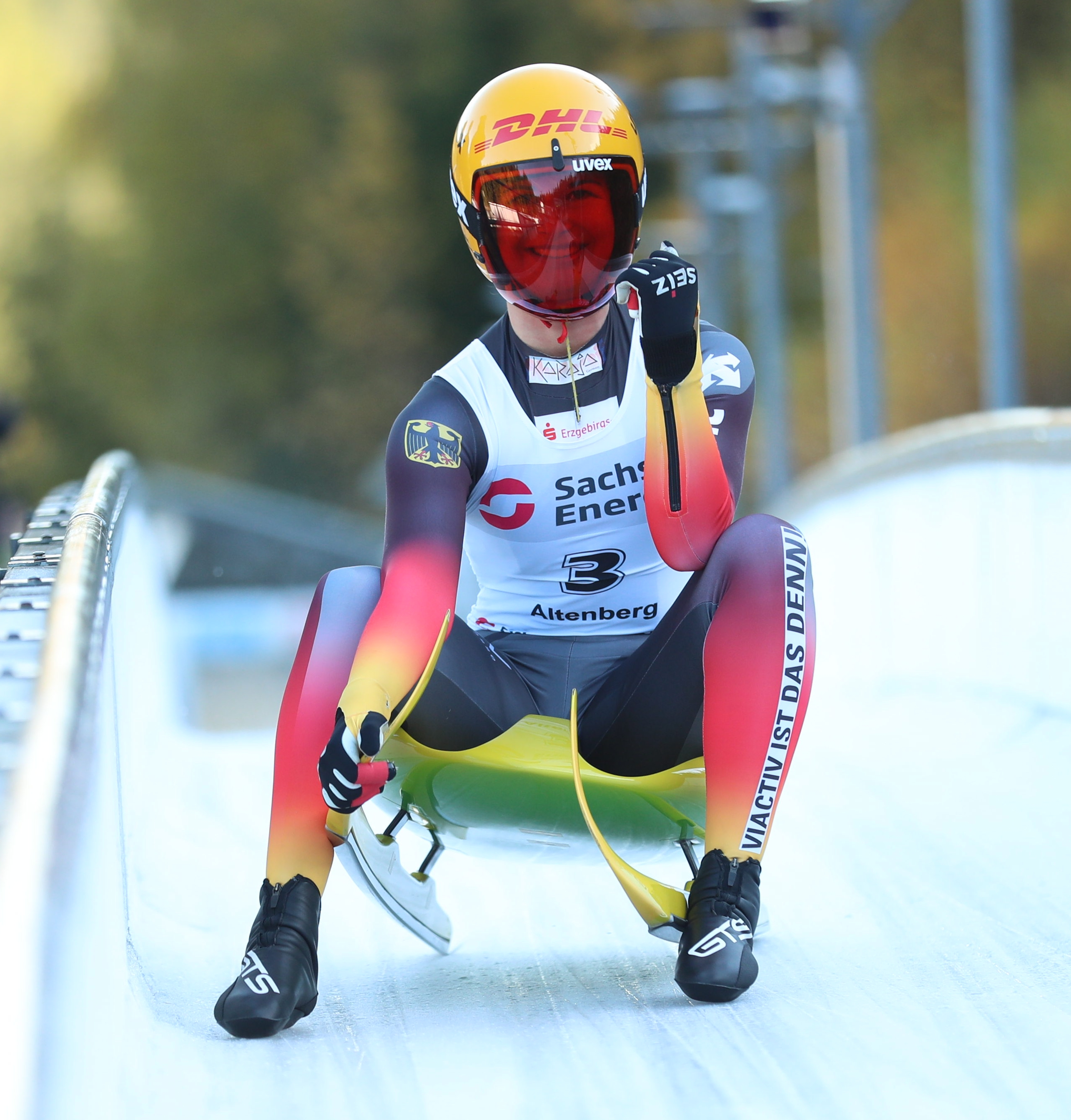
Julia Taubitz, Deutsche Meisterin

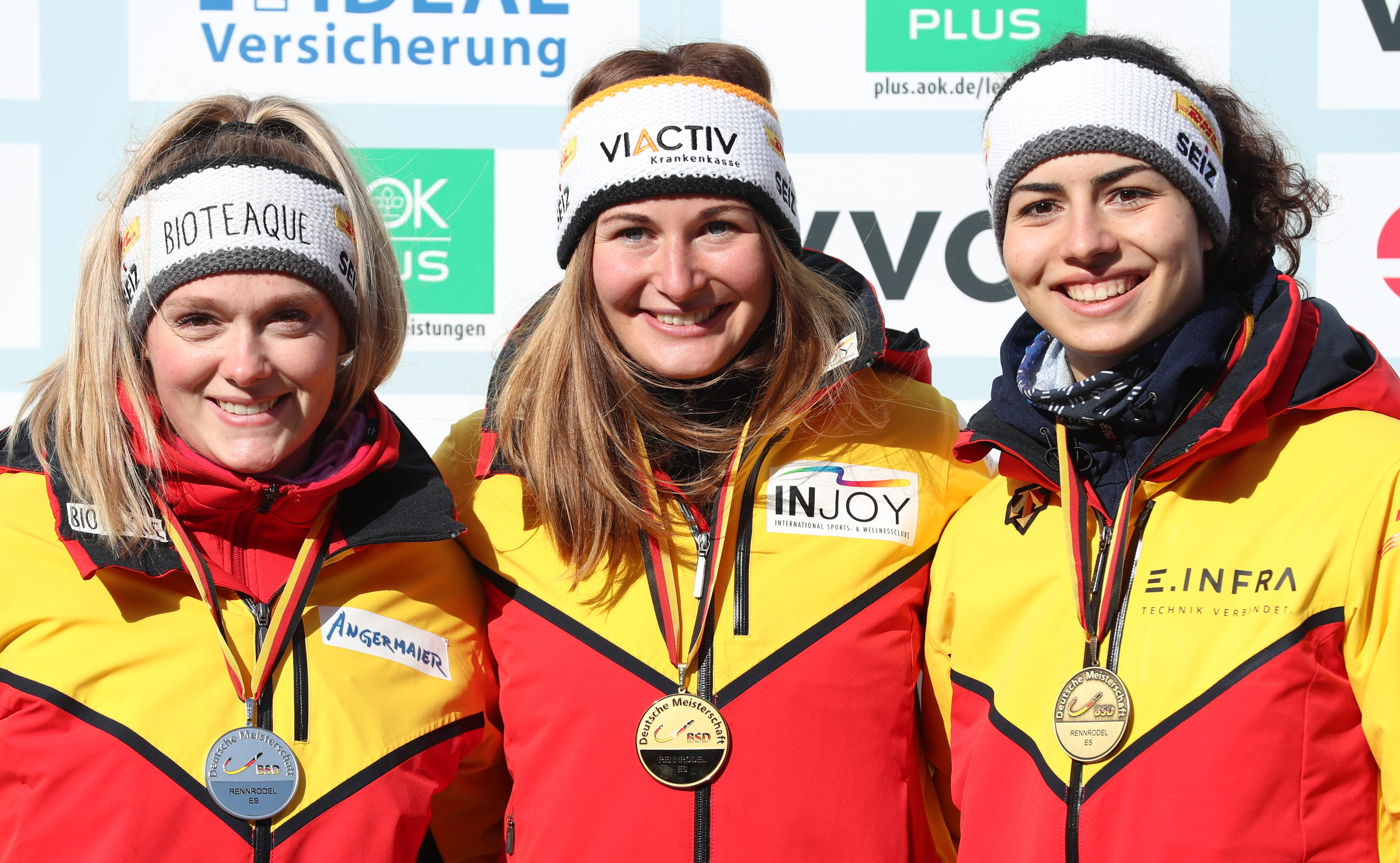
Anna Berreiter, Julia Taubitz, Jessica Degenhardt

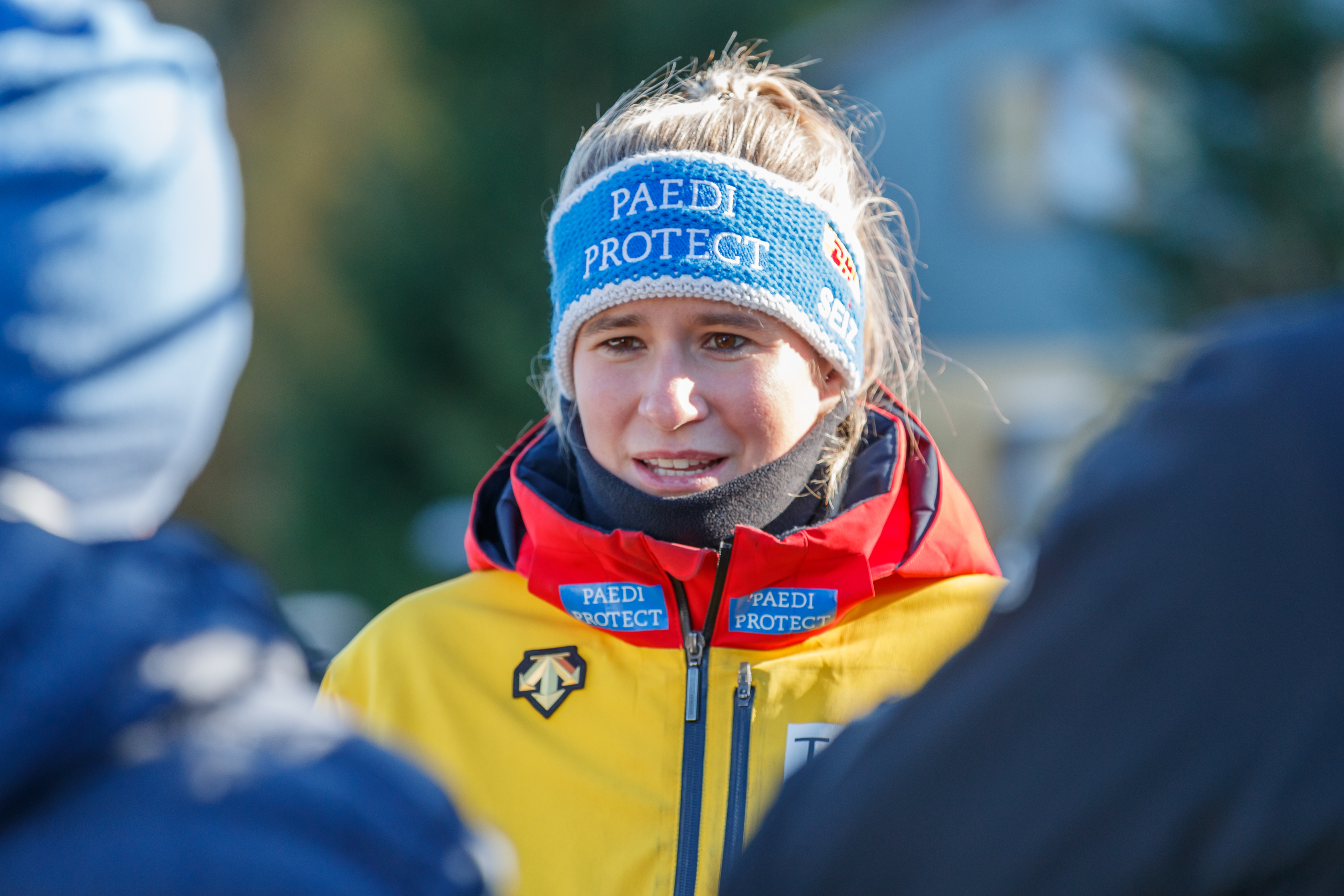
Natalie Geisenberger

Titelverteidigerin Natalie Geisenberger verzichtete aufgrund der Folgen eines Trainingssturzes auf einen Start bei den Deutschen Meisterschaften. Deutsche Meisterin wurde Julia Taubitz, die den Titel nach 2019 zum zweiten Mal gewinnen konnte. Die Silbermedaille sicherte sich Anna Berreiter mit einem Vorsprung von drei tausendstel Sekunden vor Lokalmatadorin Jessica Degenhardt, die damit ihre erste Medaille bei Deutschen Meisterschaften der Elite und zugleich den Titel in der Juniorinnenwertung gewann. Dajana Eitberger erreichte mit deutlichem Rückstand den vierten Platz, Cheyenne Rosenthal wurde Fünfte. Junioren-Olympiasiegerin Merle Fräbel fuhr nach einem schweren Fahrfehler im zweiten Lauf auf den sechsten Rang und gewann hinter Degenhardt die Silbermedaille der Juniorinnenwertung.

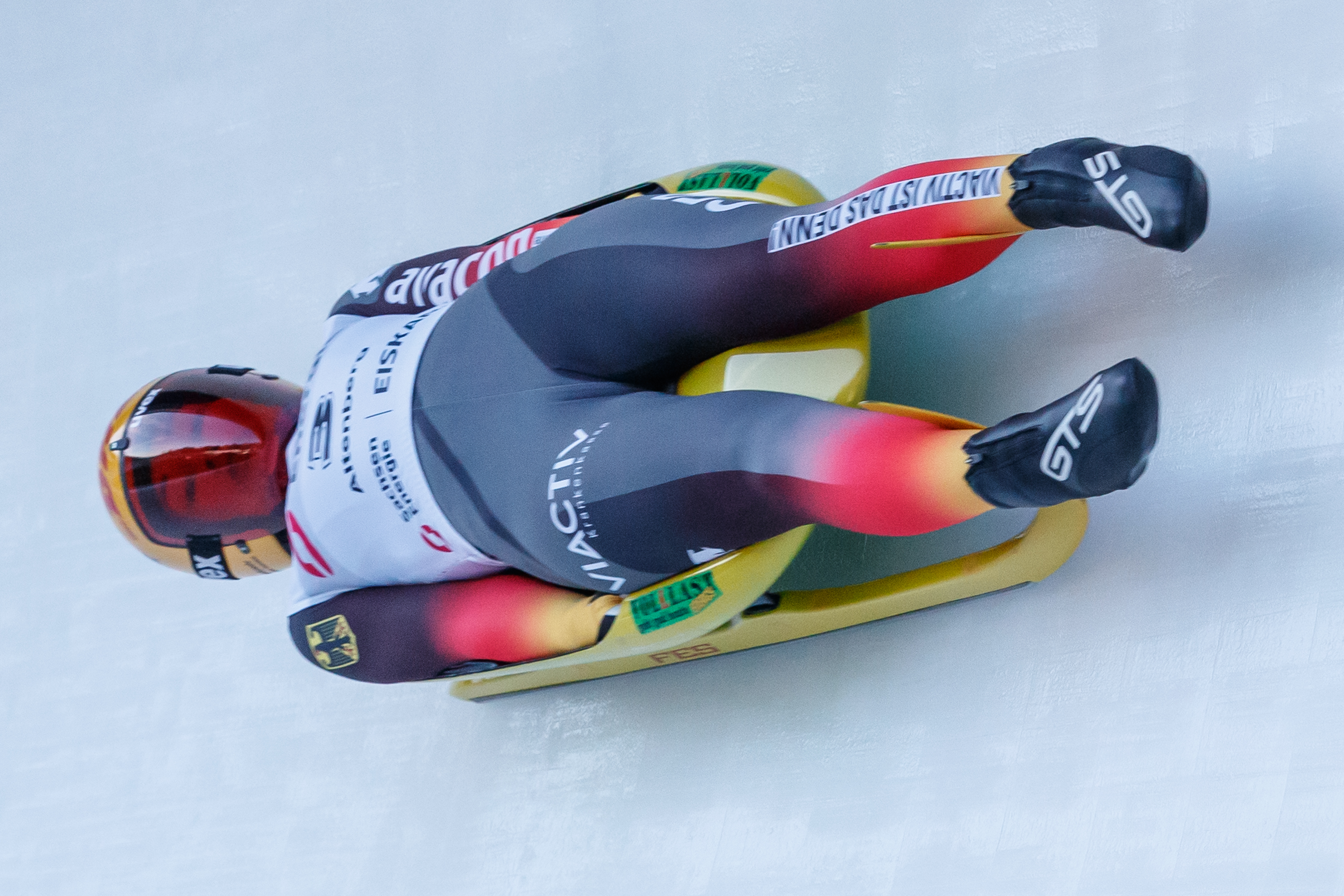
Julia Taubitz
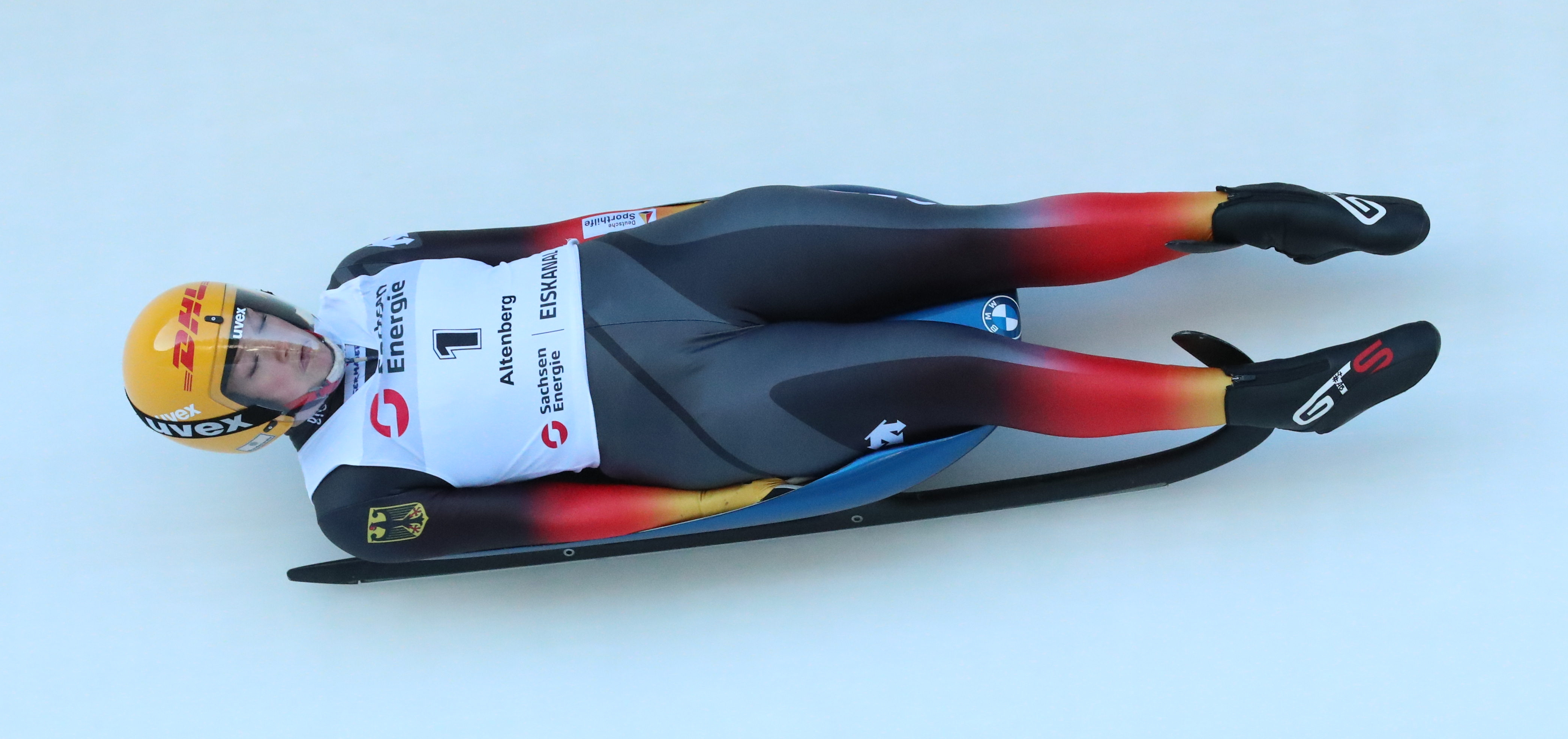
Anna Berreiter
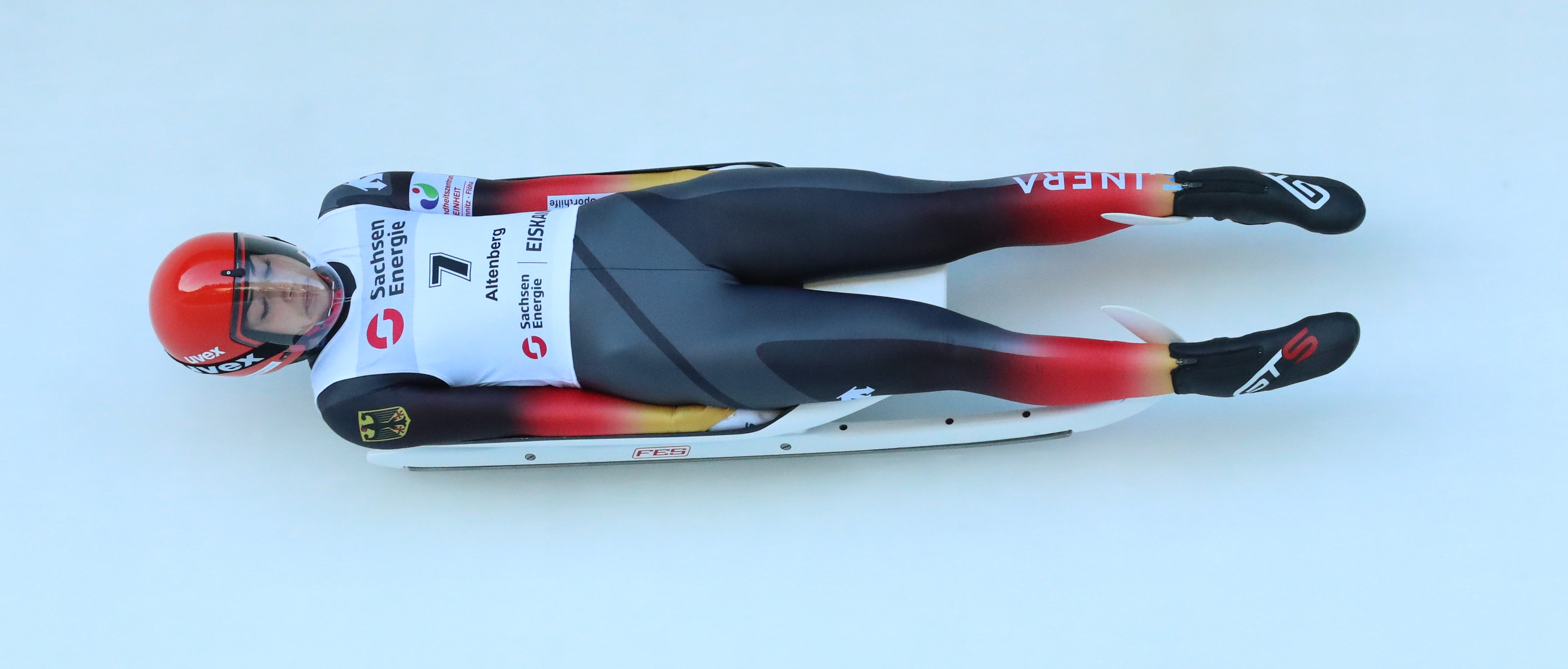
Jessica Degenhardt
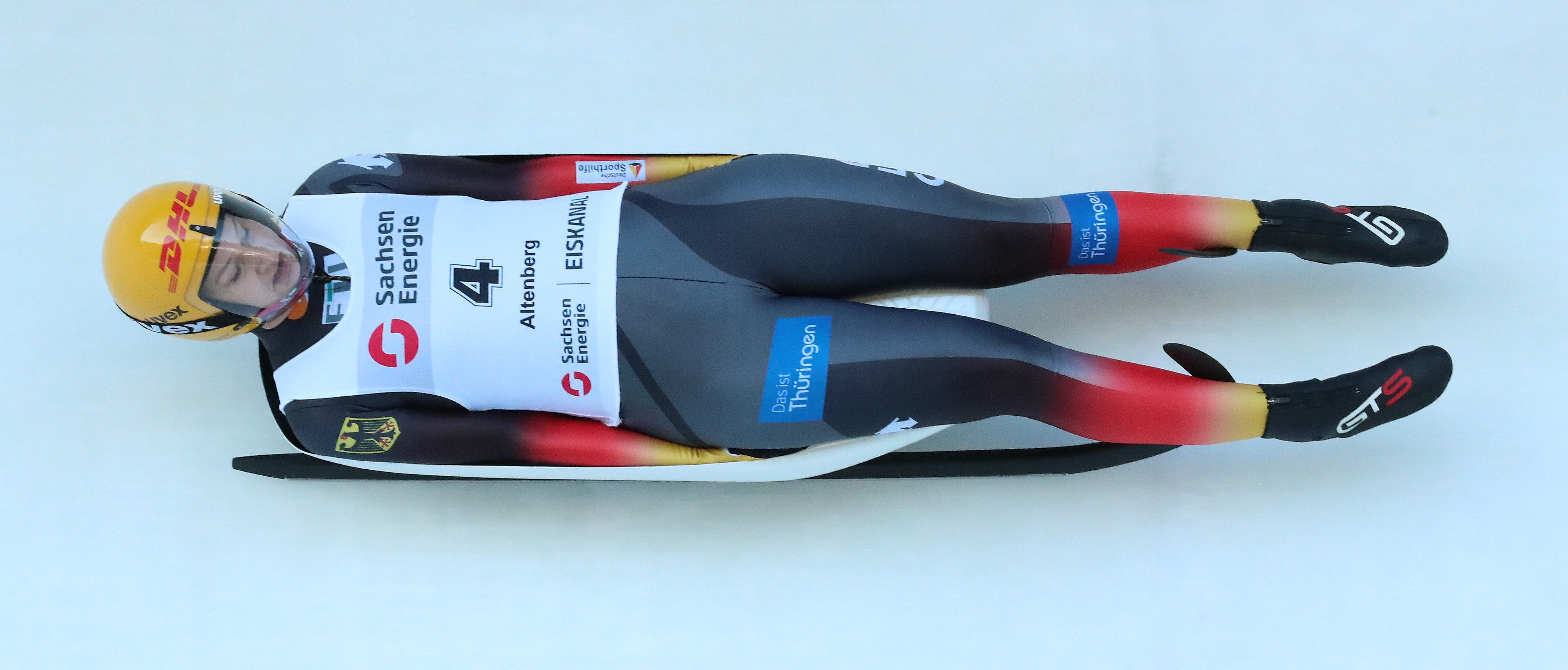
Dajana Eitberger
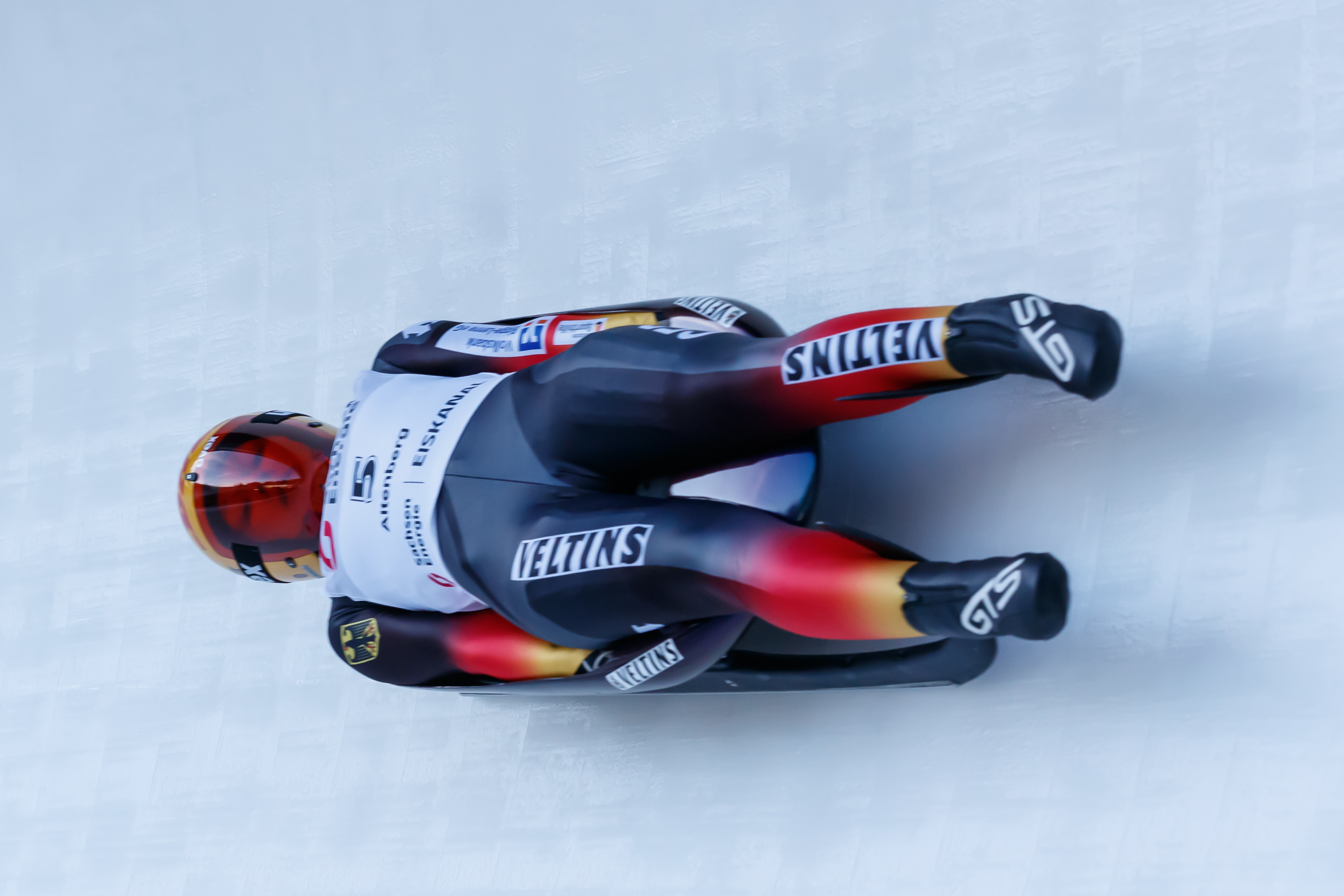
Cheyenne Rosenthal
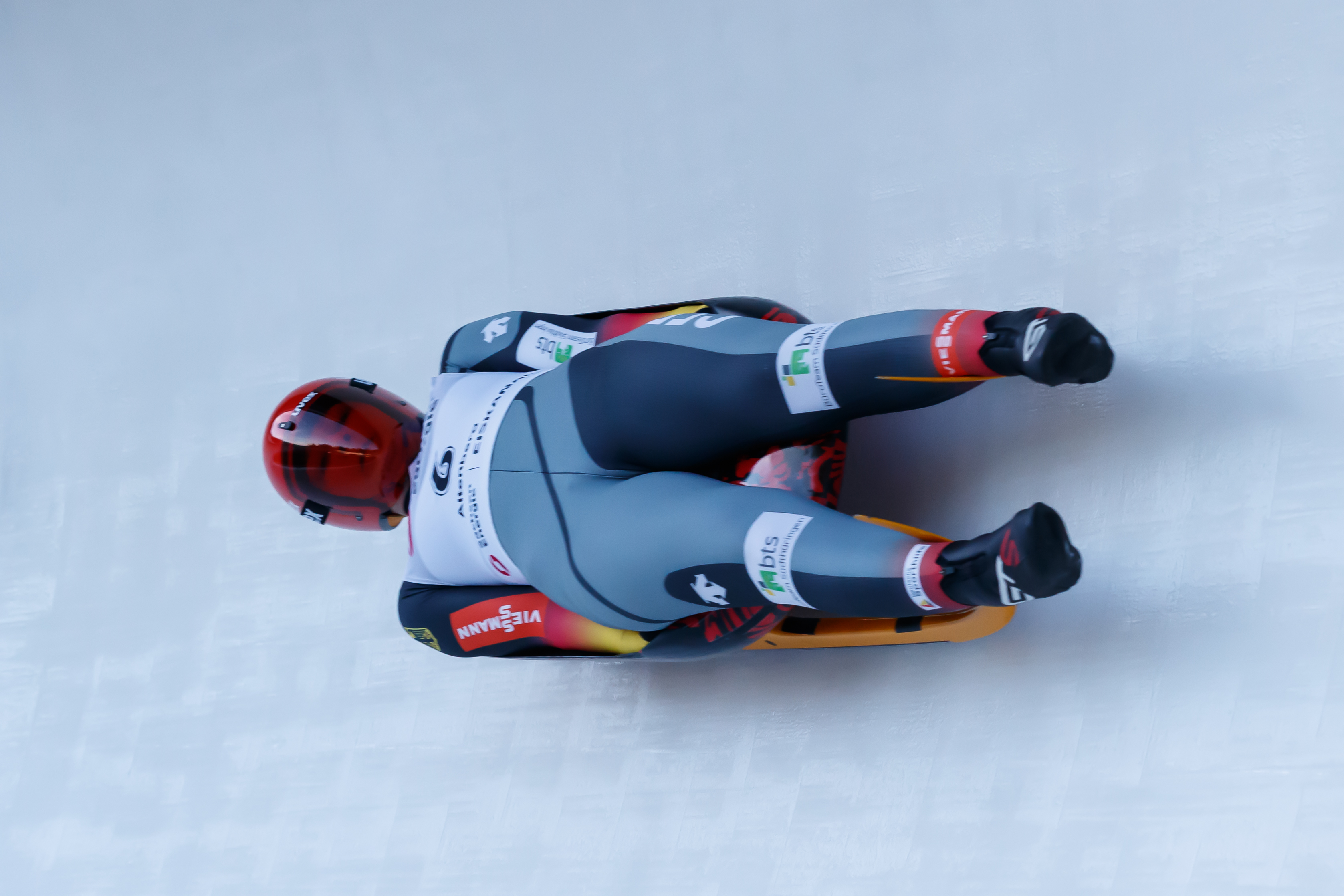
Merle Fräbel

### Einsitzer der Männer
| Platz | Sportler          | Verein                        | Laufzeiten        | Zeit         |
| ----- | ----------------- | ----------------------------- | ----------------- | ------------ |
| 1     | Johannes Ludwig   | BSR Rennsteig Oberhof         | 54,117 s 54,387 s | 1:48,504 min |
| 2     | Max Langenhan     | BRC 05 Friedrichroda          | 54,379 s 54,557 s | 1:+0,432 s   |
| 3     | Chris Eißler      | ESV Lok Zwickau               | 54,511 s 54,635 s | 1:+0,642 s   |
| 4     | Felix Loch        | RC Berchtesgaden              | 54,840 s 54,658 s | 1:+0,994 s   |
| 5     | Moritz Bollmann   | RRV Sonneberg                 | 54,799 s 54,886 s | 1:+1,181 s   |
| 6     | Mathis Ertel      | RRC Altenberg                 | 54,715 s 55,118 s | 1:+1,329 s   |
| 7     | Sebastian Bley    | RT Suhl                       | 54,715 s 55,118 s | 1:+1,329 s   |
| 8     | Timon Grancagnolo | ESV Lok Zwickau               | 55,097 s 55,184 s | 1:+1,777 s   |
| 9     | David Nößler      | SV Schmalkalden               | 55,169 s 55,227 s | 1:+1,892 s   |
| 10    | Florian Müller    | WSC Erzgebirge Oberwiesenthal | 55,115 s 55,663 s | 1:+2,274 s   |
| 11    | Pascal Kunze      | ESV Lok Zwickau               | 55,425 s 55,577 s | 1:+2,274 s   |

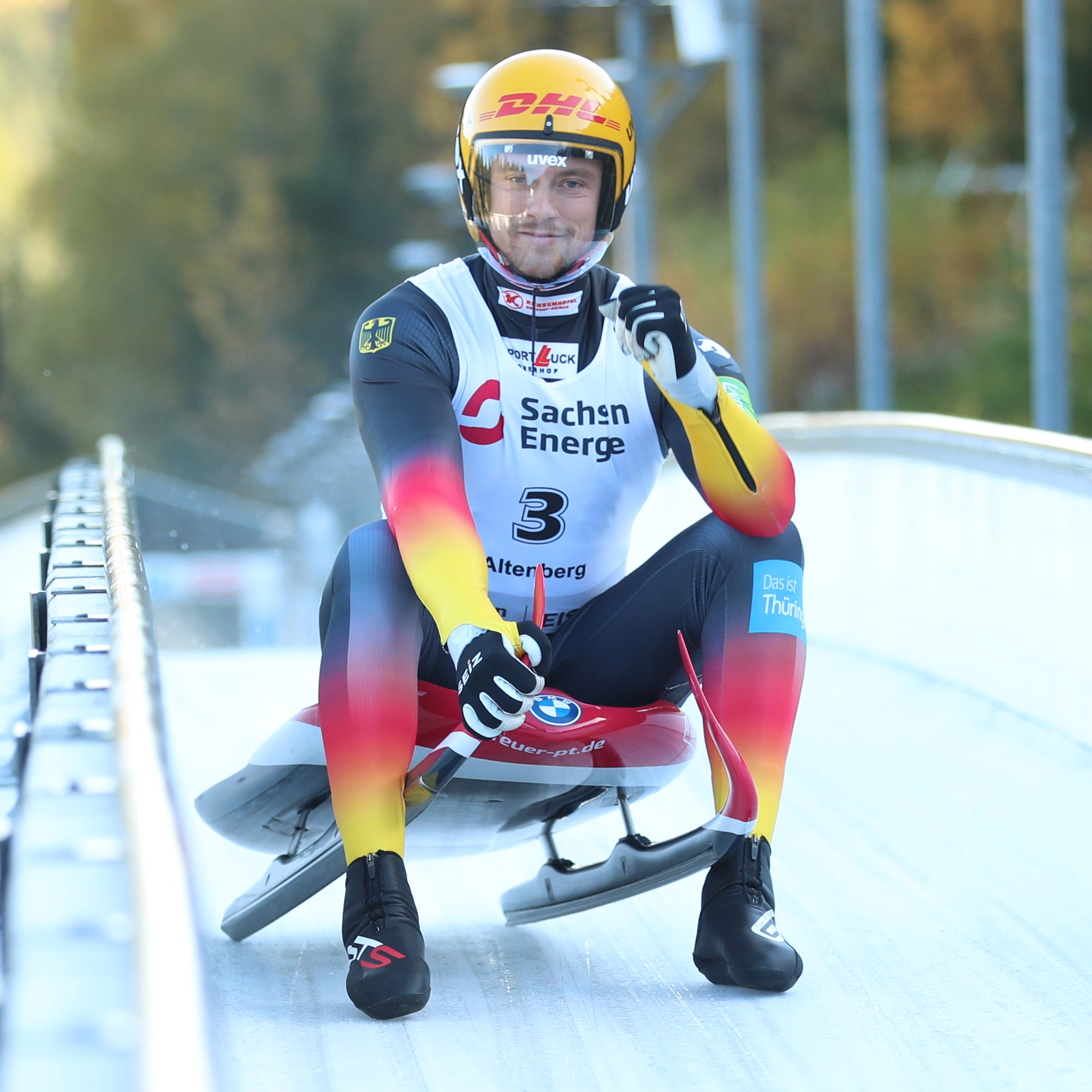
Johannes Ludwig, Deutscher Meister

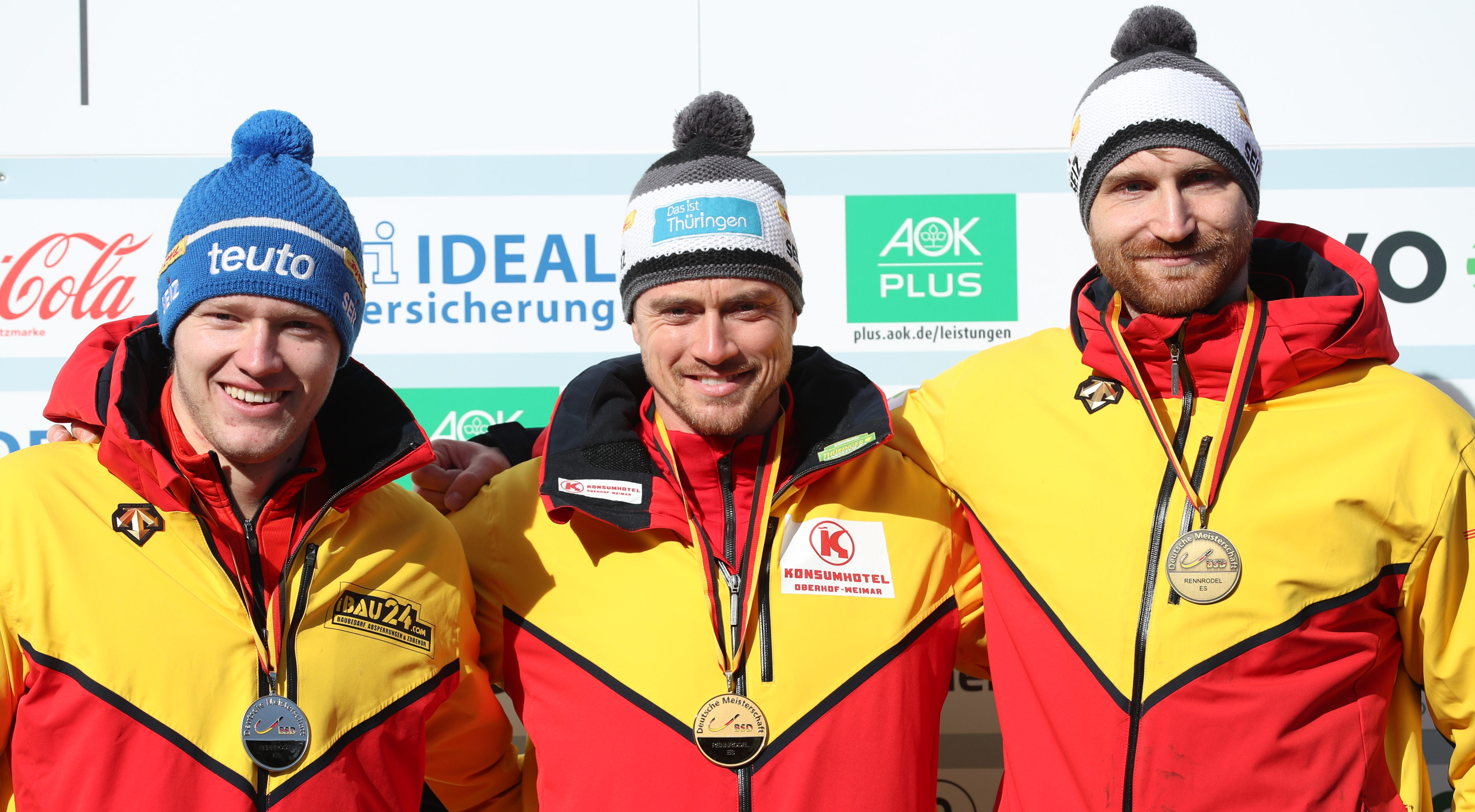
Max Langenhan, Johannes Ludwig, Chris Eißler

Johannes Ludwig sicherte sich mit Bestzeiten in beiden Läufen den Meistertitel mit einem Vorsprung von mehr als vier Zehntelsekunden vor Max Langenhan, Chris Eißler wurde Dritter. Titelverteidiger Felix Loch wurde nach einem schweren Fahrfehler am Start im ersten Lauf und einen durchwachsenen zweiten Lauf nur Vierter, Moritz Bollmann folgte auf dem fünften Platz. Lokalmatador Mathis Ertel wurde Sechster, Sebastian Bley fiel nach schwachem zweiten Lauf auf Platz 7 zurück. Junioren-Olympiabronzemedaillengewinner Timon Grancagnolo wurde Achter und sicherte sich damit den Sieg in der Juniorenwertung vor David Nößler (Neunter der Gesamtwertung) und Florian Müller (Zehnter der Gesamtwertung). Pascal Kunze wurde Elfter.

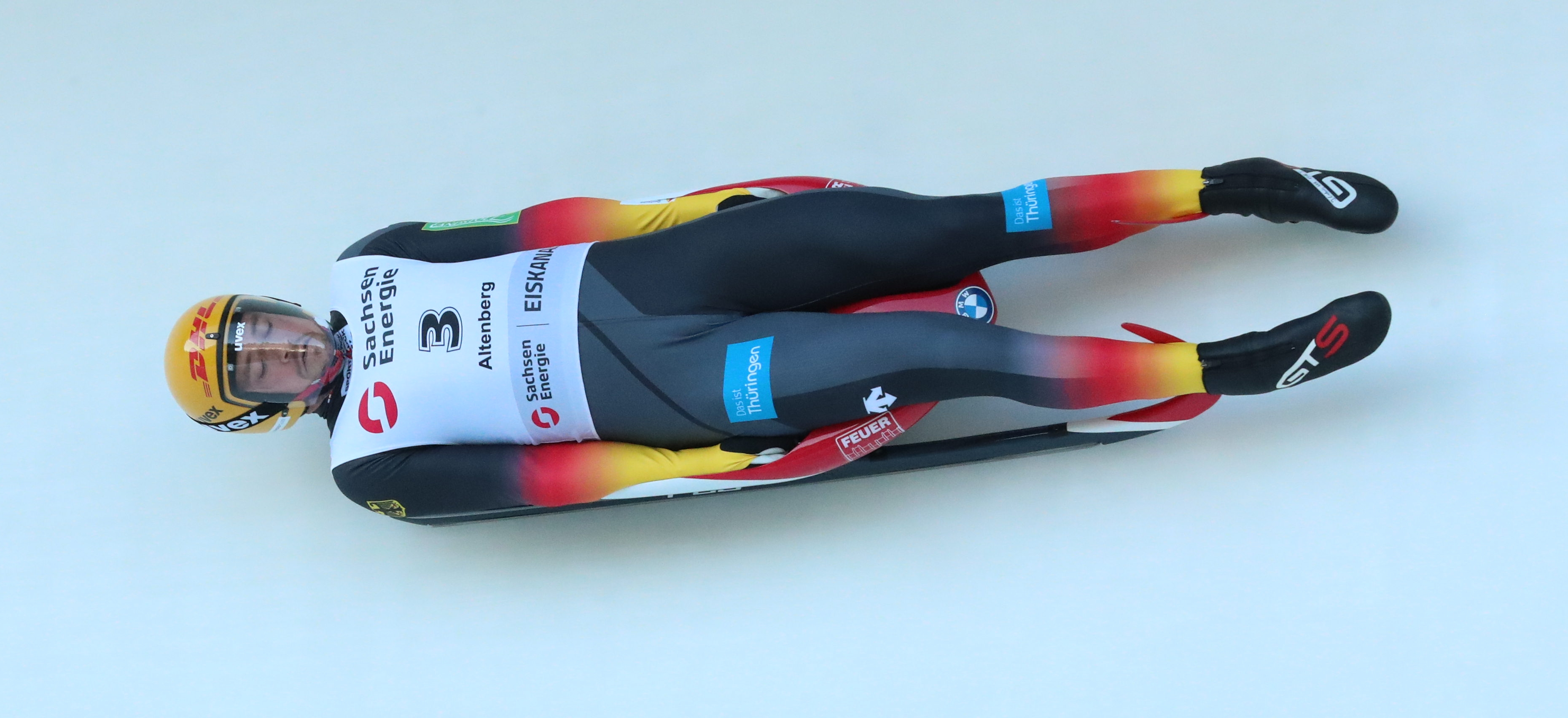
Johannes Ludwig
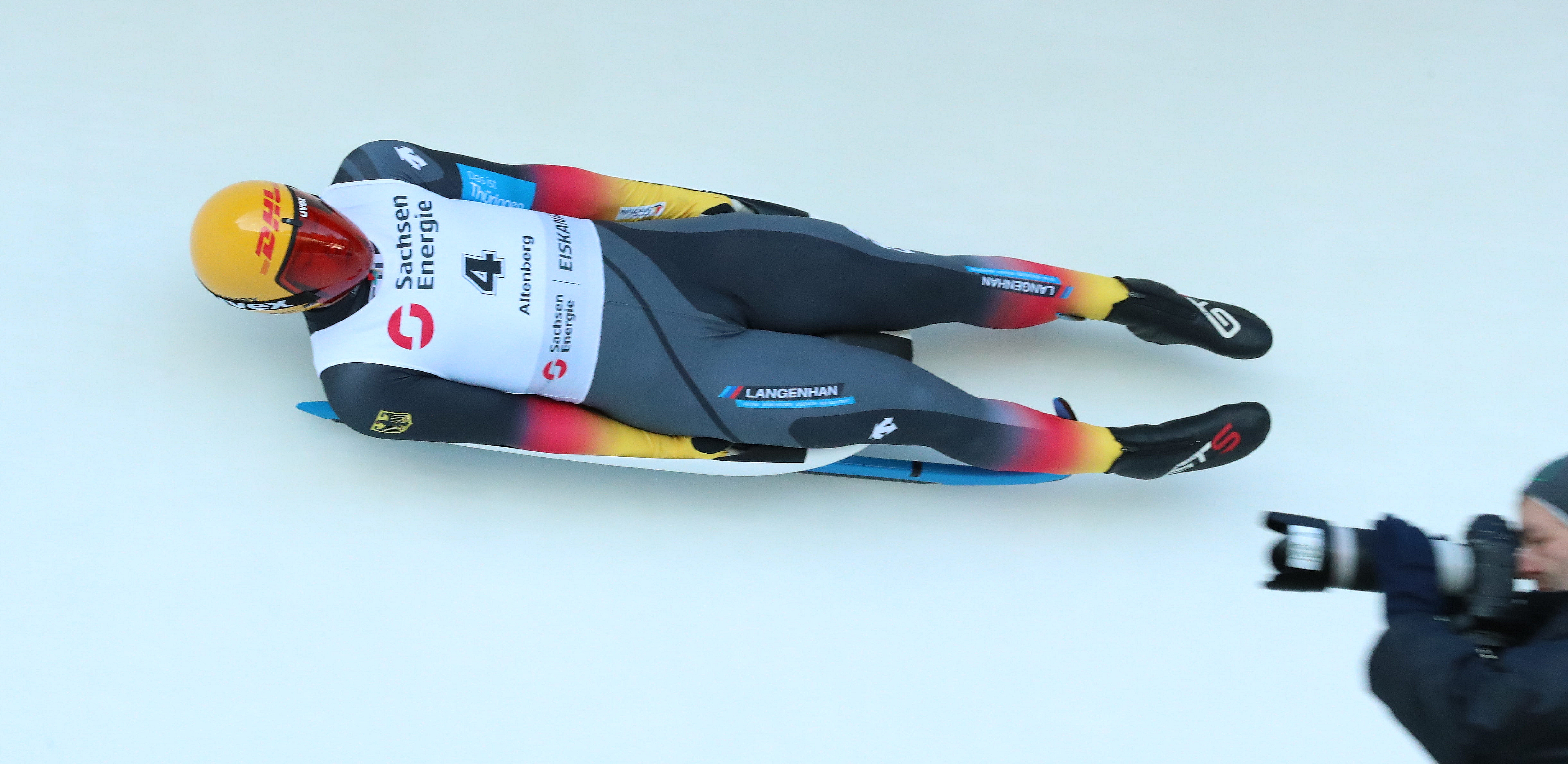
Max Langenhan
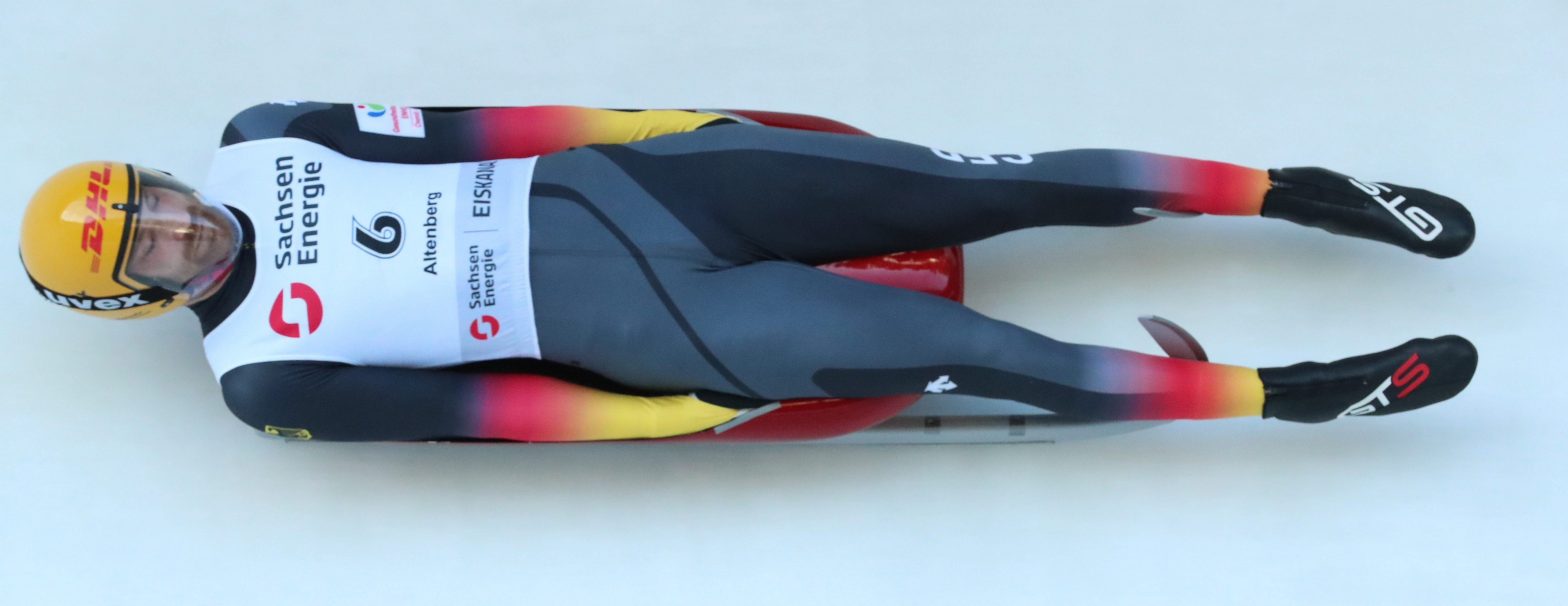
Chris Eißler
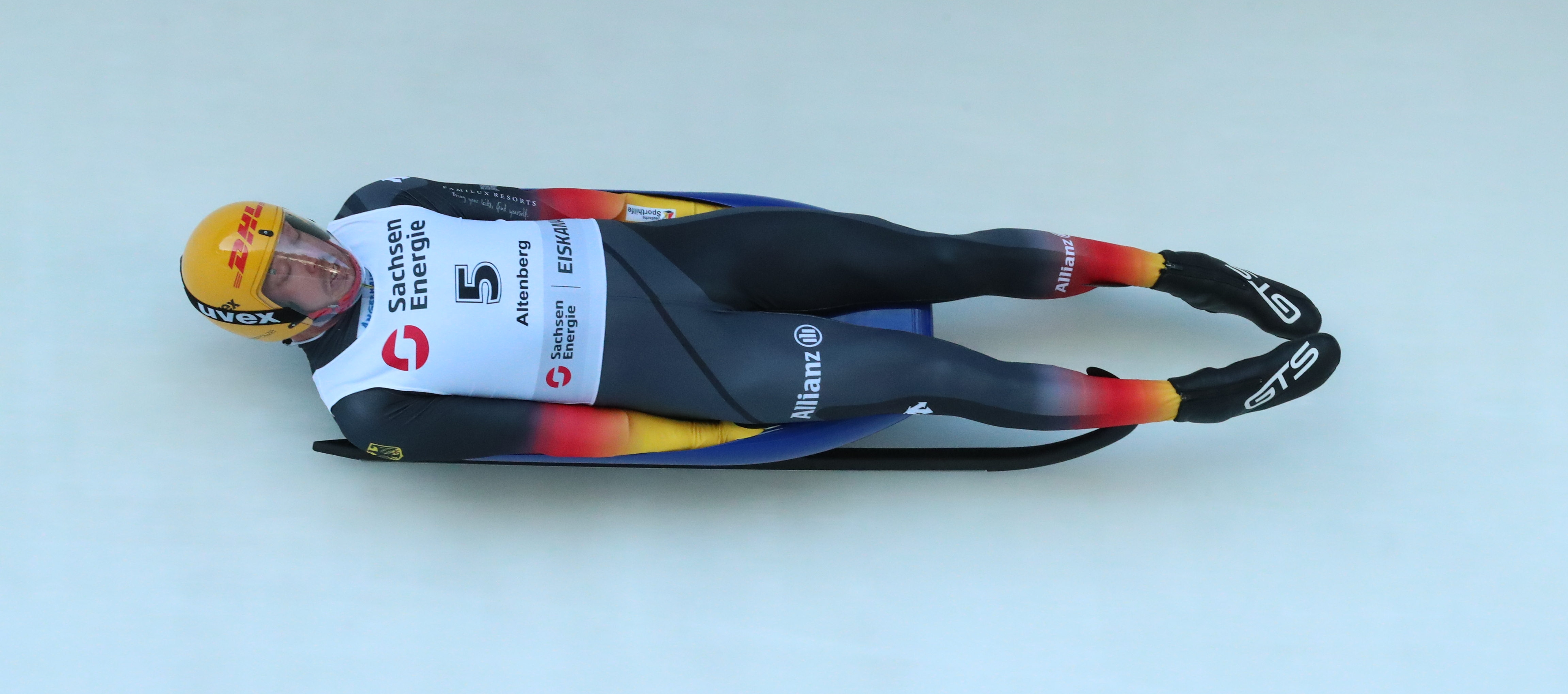
Felix Loch
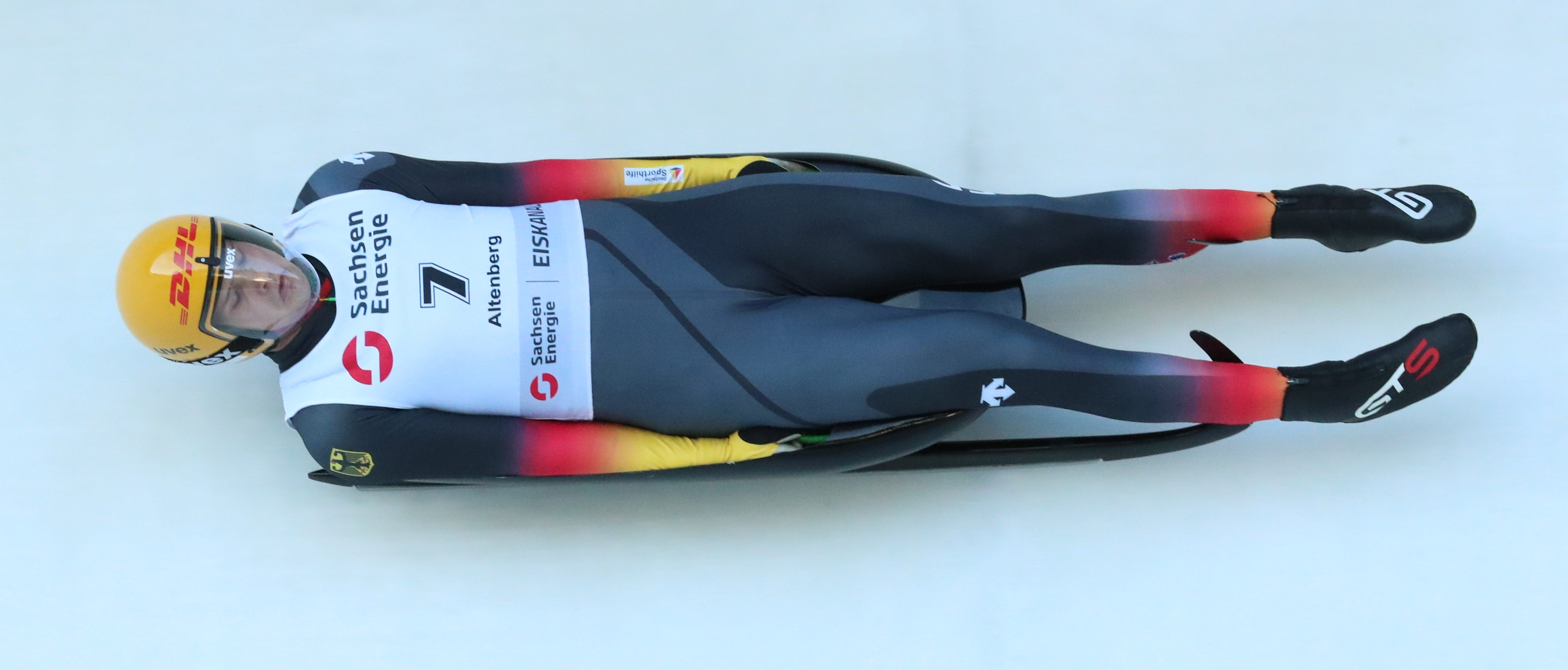
Moritz Bollmann
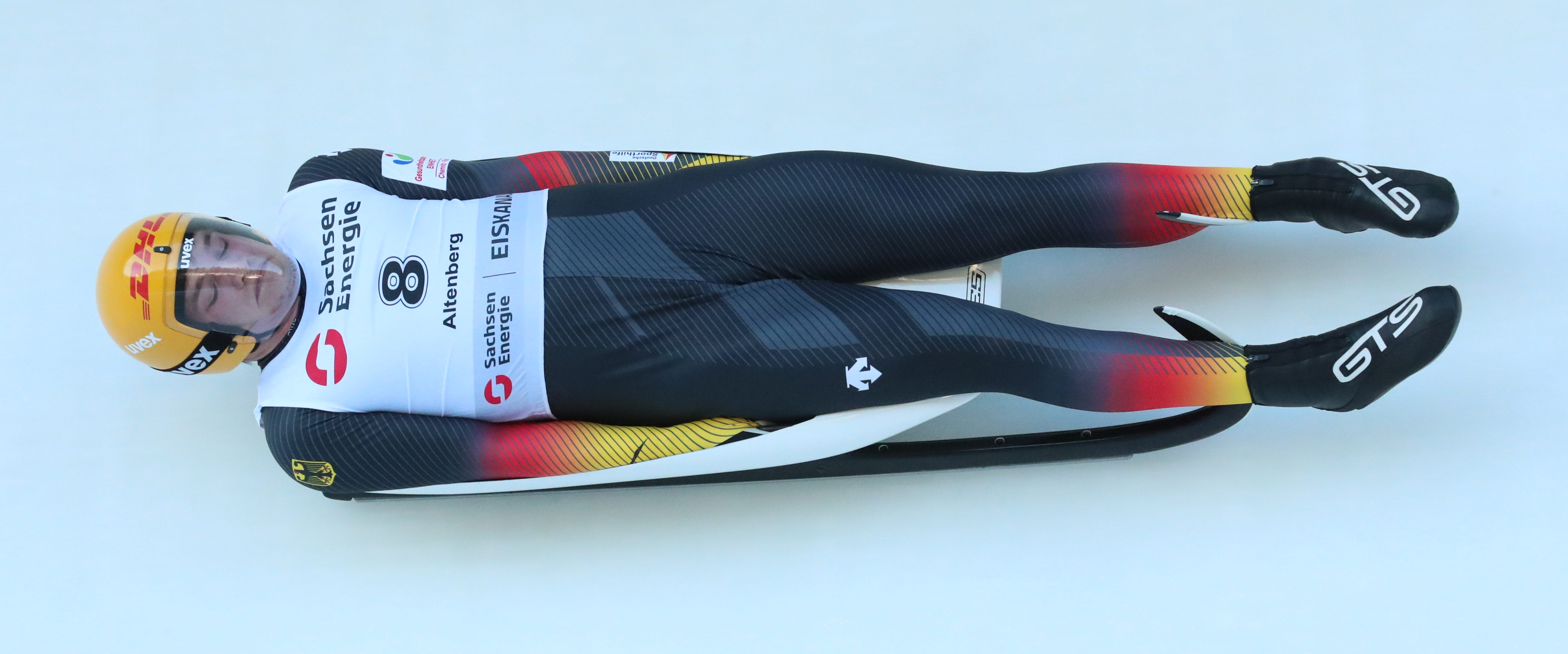
Mathis Ertel

### Doppelsitzer der Männer
| Platz | Sportler                      | Verein                         | Laufzeiten        | Zeit         |
| ----- | ----------------------------- | ------------------------------ | ----------------- | ------------ |
| 1     | Toni Eggert/Sascha Benecken   | BRC Ilsenburg/RT Suhl          | 42,107 s 42,105 s | 1:24,212 min |
| 2     | Tobias Wendl/Tobias Arlt      | RC Berchtesgaden/WSV Königssee | 42,170 s 42,229 s | 1:+0,187 s   |
| 3     | Robin Geueke/David Gamm       | BSC Winterberg                 | 42,378 s 42,428 s | 1:+0,594 s   |
| 4     | Max Ewald/Jakob Jannusch      | RT Suhl/RRV Sonneberg          | 42,458 s 42,550 s | 1:+0,796 s   |
| 5     | Hannes Orlamünder/Paul Gubitz | RRC Zella-Mehlis               | 42,604 s 42,468 s | 1:+0,860 s   |
| 6     | Moritz Jäger/Valentin Steudte | RRC Zella-Mehlis/RT Suhl       | 42,707 s 42,638 s | 1:+1,133 s   |

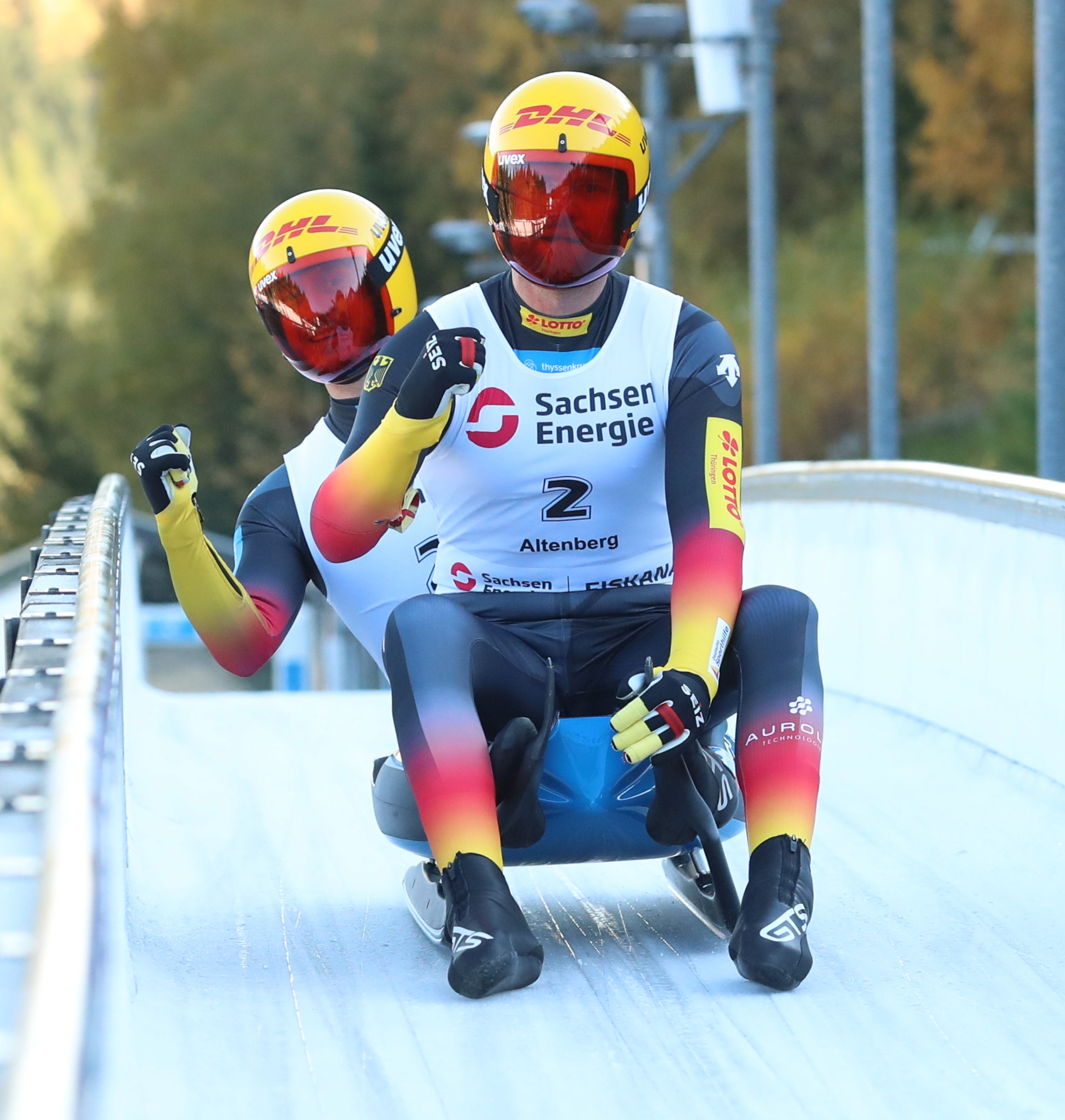
Toni Eggert und Sascha Benecken, Deutsche Meister

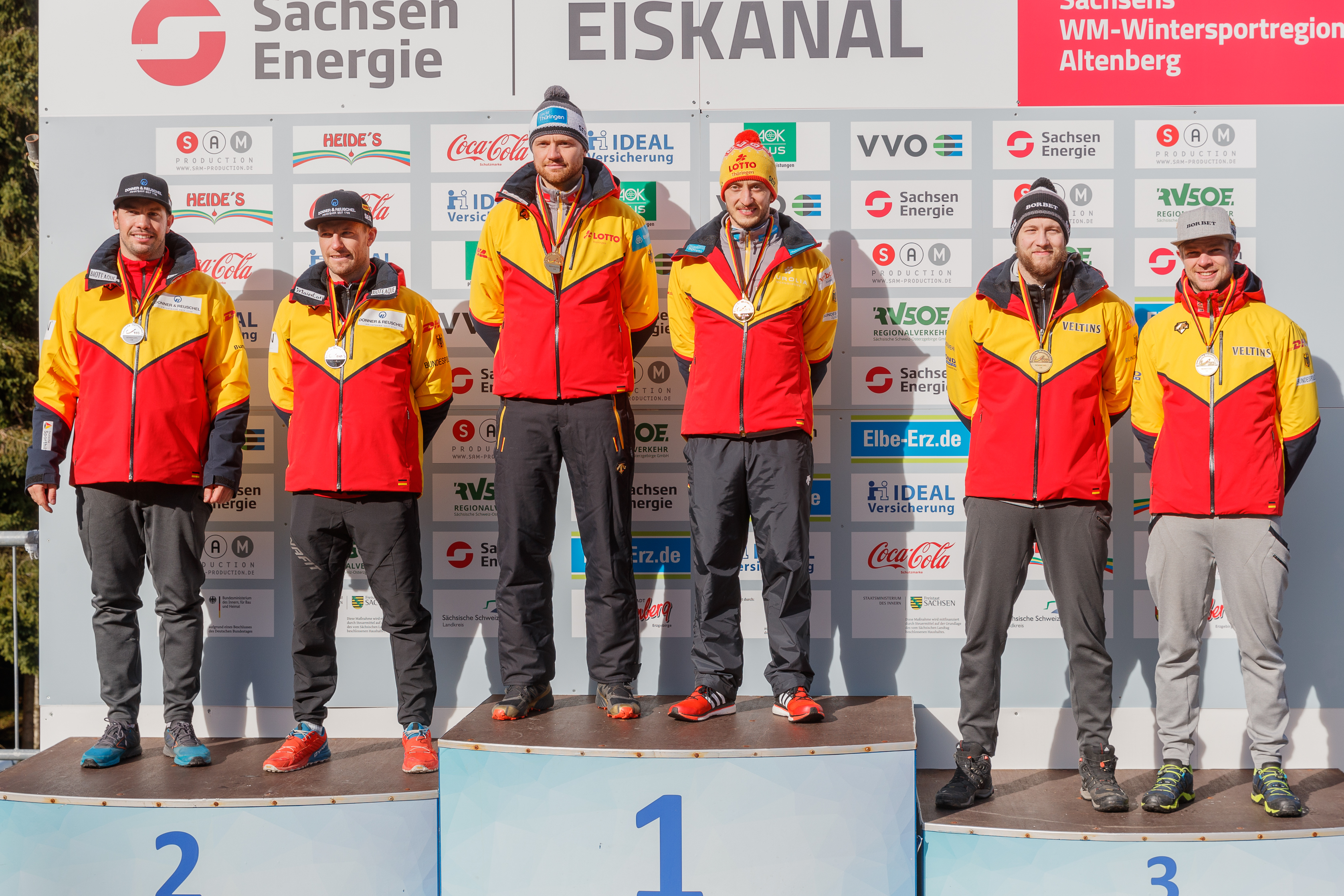
Podium

Den Meistertitel sicherten sich Toni Eggert und Sascha Benecken vor den Titelverteidigern Tobias Wendl und Tobias Arlt sowie Robin Geueke und David Gamm, die mit deutlichem Abstand die Bronzemedaille gewannen. Auf Platz vier fuhren Max Ewald und Jakob Jannusch vor Hannes Orlamünder und Paul Gubitz. Fünfte wurden die Jugend-Olympiasieger Moritz Jäger und Valentin Steudte, die sich damit auch den Titel in der Juniorenwertung sicherten.

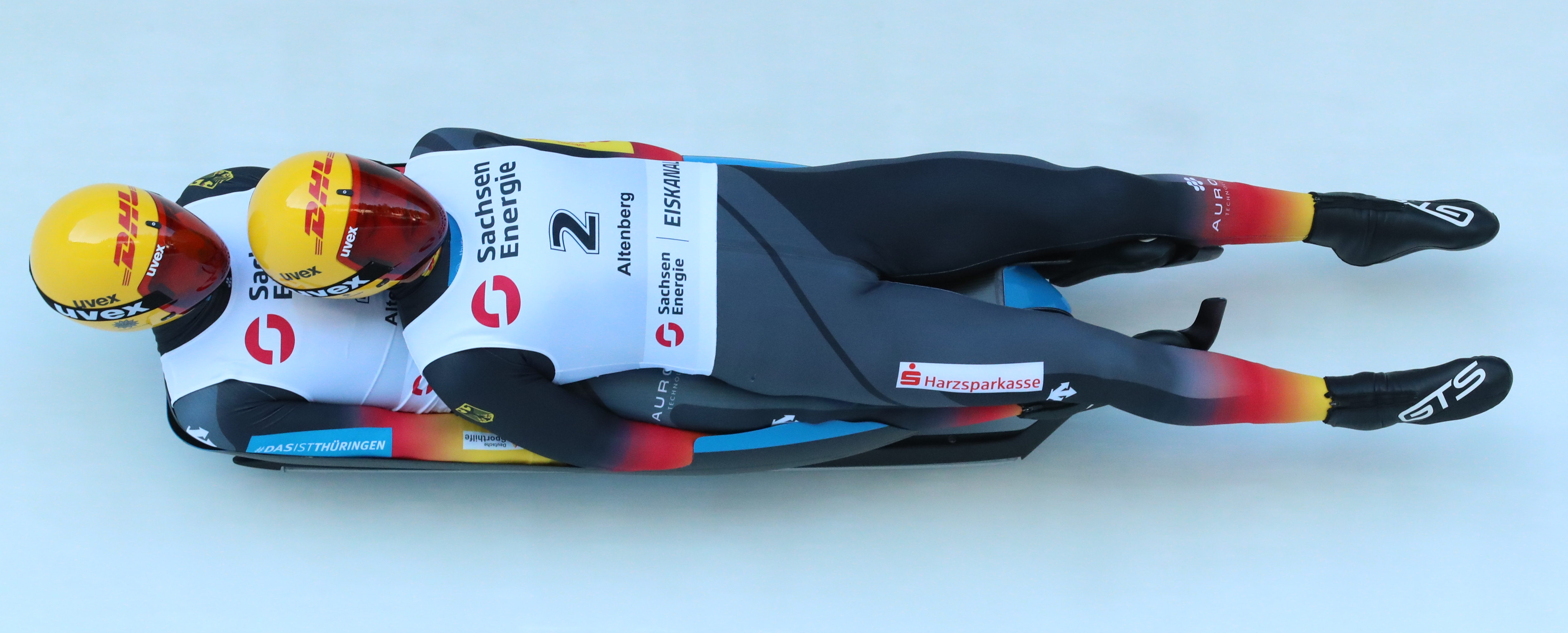
Eggert/Benecken
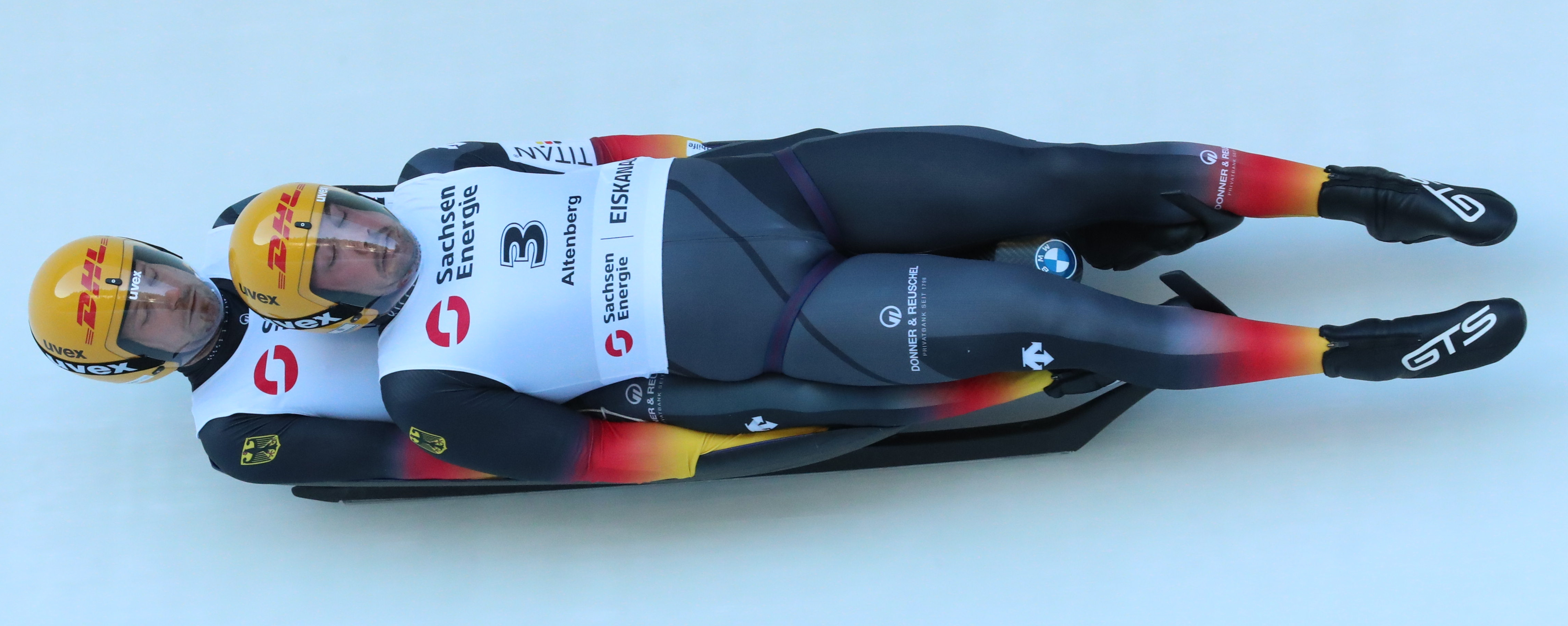
Wendl/Arlt
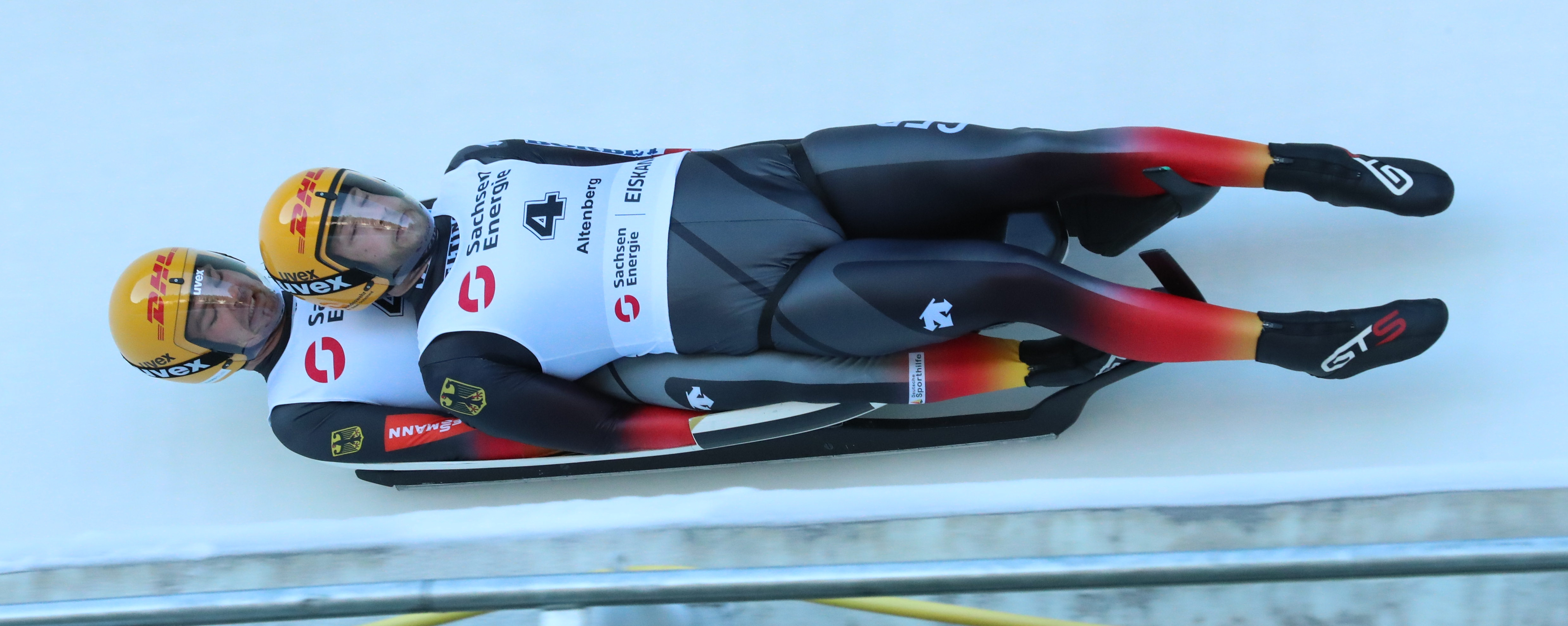
Geueke/Gamm
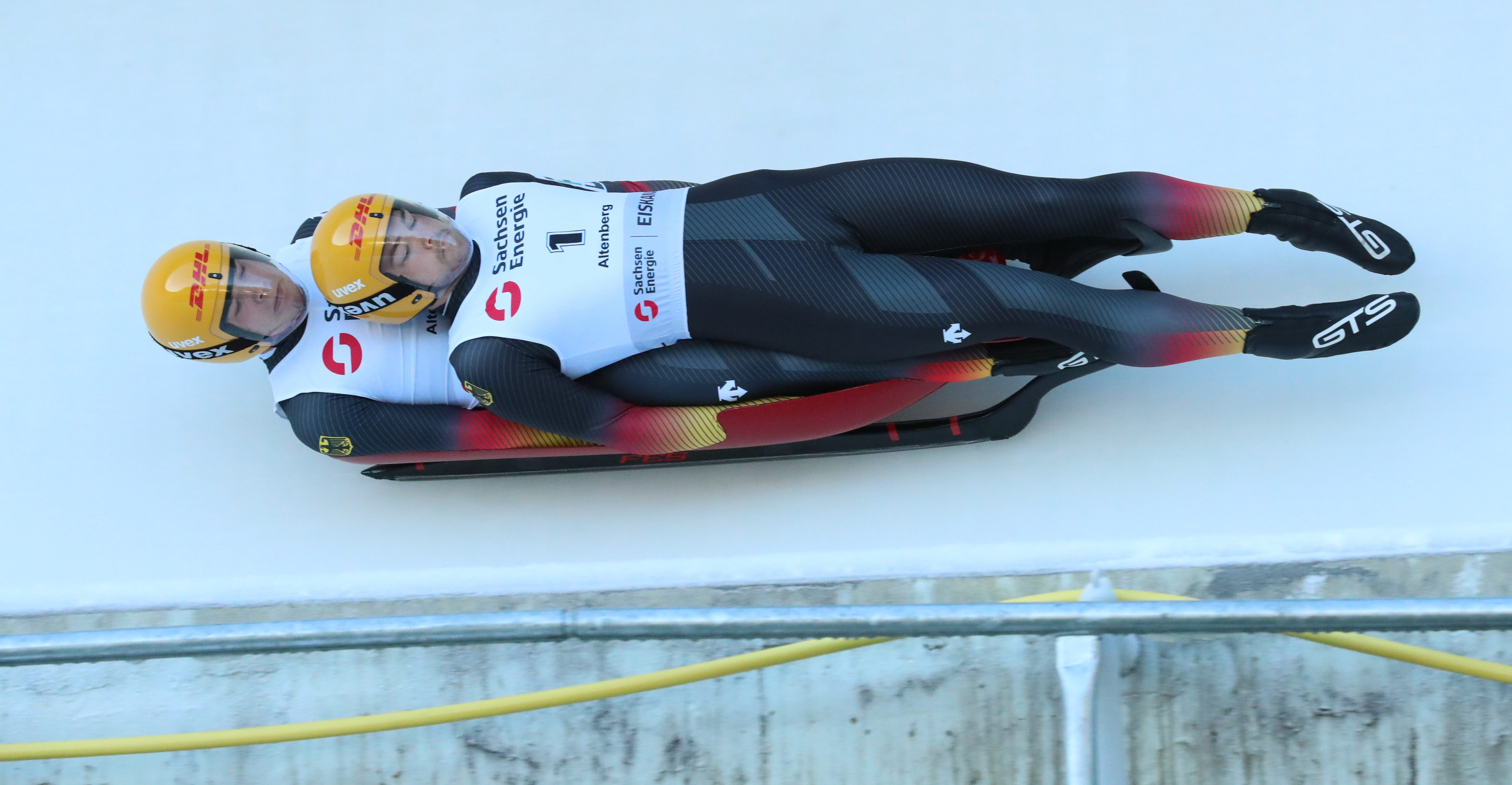
Ewald/Jannusch
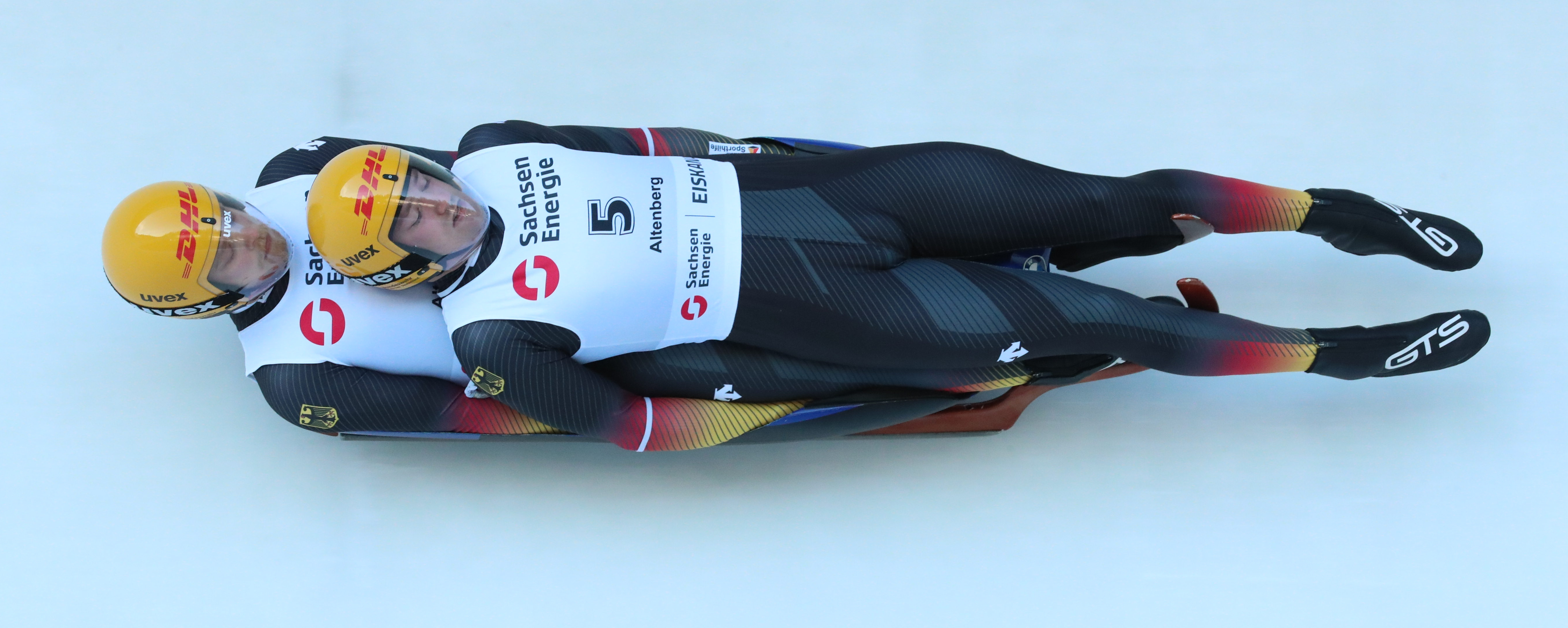
Orlamünder/Gubitz
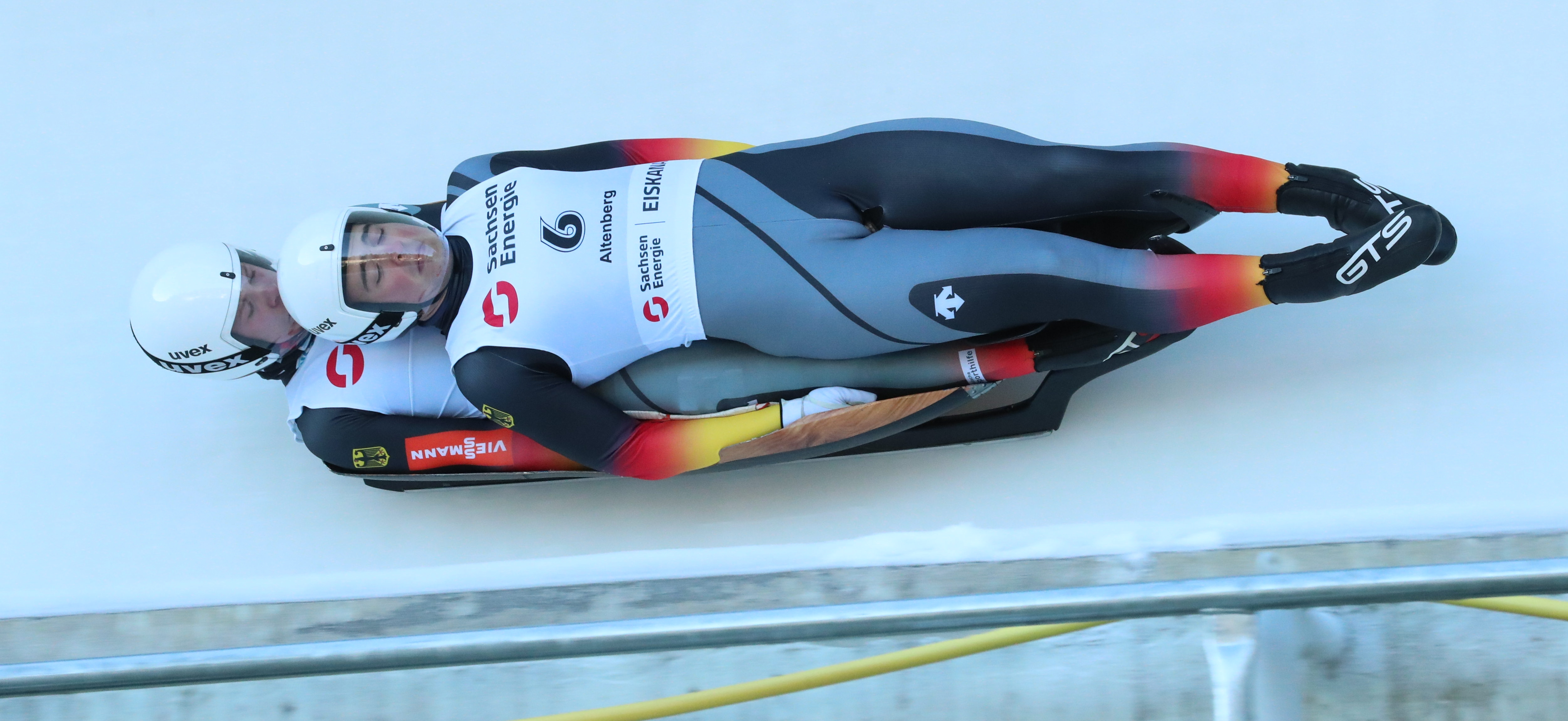
Jäger/Steudte

### Teamstaffel
| Platz | Sportler                                                         | Verein                                                                    | Laufzeiten                 | Zeit         |
| ----- | ---------------------------------------------------------------- | ------------------------------------------------------------------------- | -------------------------- | ------------ |
| 1     | Julia Taubitz Johannes Ludwig Toni Eggert/Sascha Benecken        | WSC Erzgebirge Oberwiesenthal BSR Rennsteig Oberhof BRC Ilsenburg/RT Suhl | 47,081 s 48,303 s 48,664 s | 2:24,048 min |
| 2     | Jessica Degenhardt Moritz Bollmann Hannes Orlamünder/Paul Gubitz | RRC Altenberg RRV Sonneberg RRC Zella-Mehlis                              | 47,117 s 48,798 s 49,136 s | 1:+1,003 s   |
| 3     | Cheyenne Rosenthal Max Langenhan Robin Geueke/David Gamm         | BSC Winterberg BRC 05 Friedrichroda BSC Winterberg                        | 47,303 s 48,618 s 49,326 s | 1:+1,199 s   |
| 4     | Dajana Eitberger Chris Eißler Max Ewald/Jakob Jannusch           | RC Ilmenau ESV Lok Zwickau RT Suhl/RRV Sonneberg                          | 47,374 s 48,651 s 49,429 s | 1:+1,406 s   |
| 5     | Anna Berreiter Felix Loch Tobias Wendl/Tobias Arlt               | RC Berchtesgaden RC Berchtesgaden/WSV Königssee                           | 48,408 s 48,686 s 48,881 s | 1:+1,927 s   |
| 6     | Merle Fräbel Florian Müller Moritz Jäger/Valentin Steudte        | RT Suhl WSC Erzgebirge Oberwiesenthal RRC Zella-Mehlis/RT Suhl            | 47,473 s 49,205 s 49,501 s | 1:+2,131 s   |

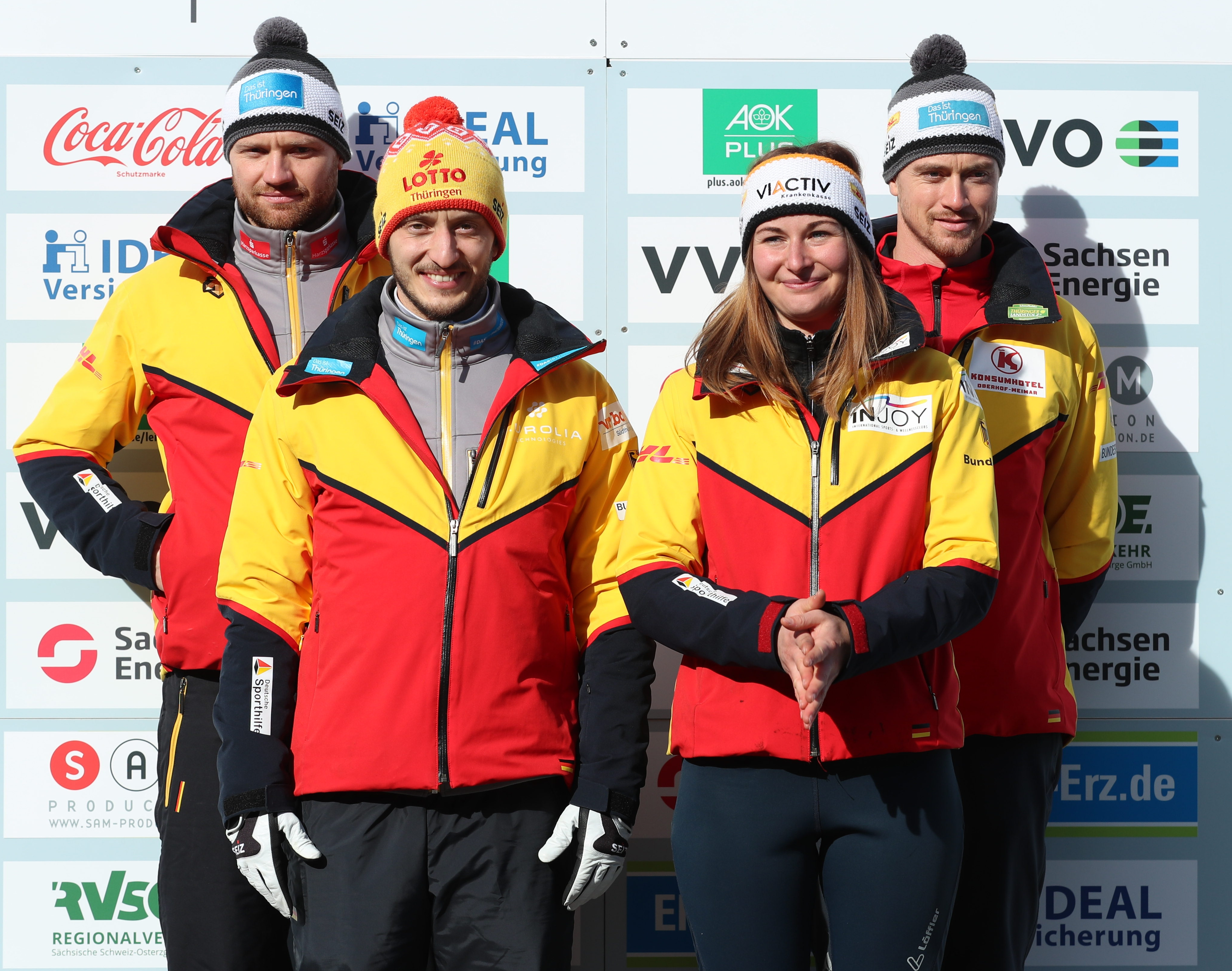
Teamstaffel um Julia Taubitz, Johannes Ludwig, Toni Eggert und Sascha Benecken (Deutsche Meister)

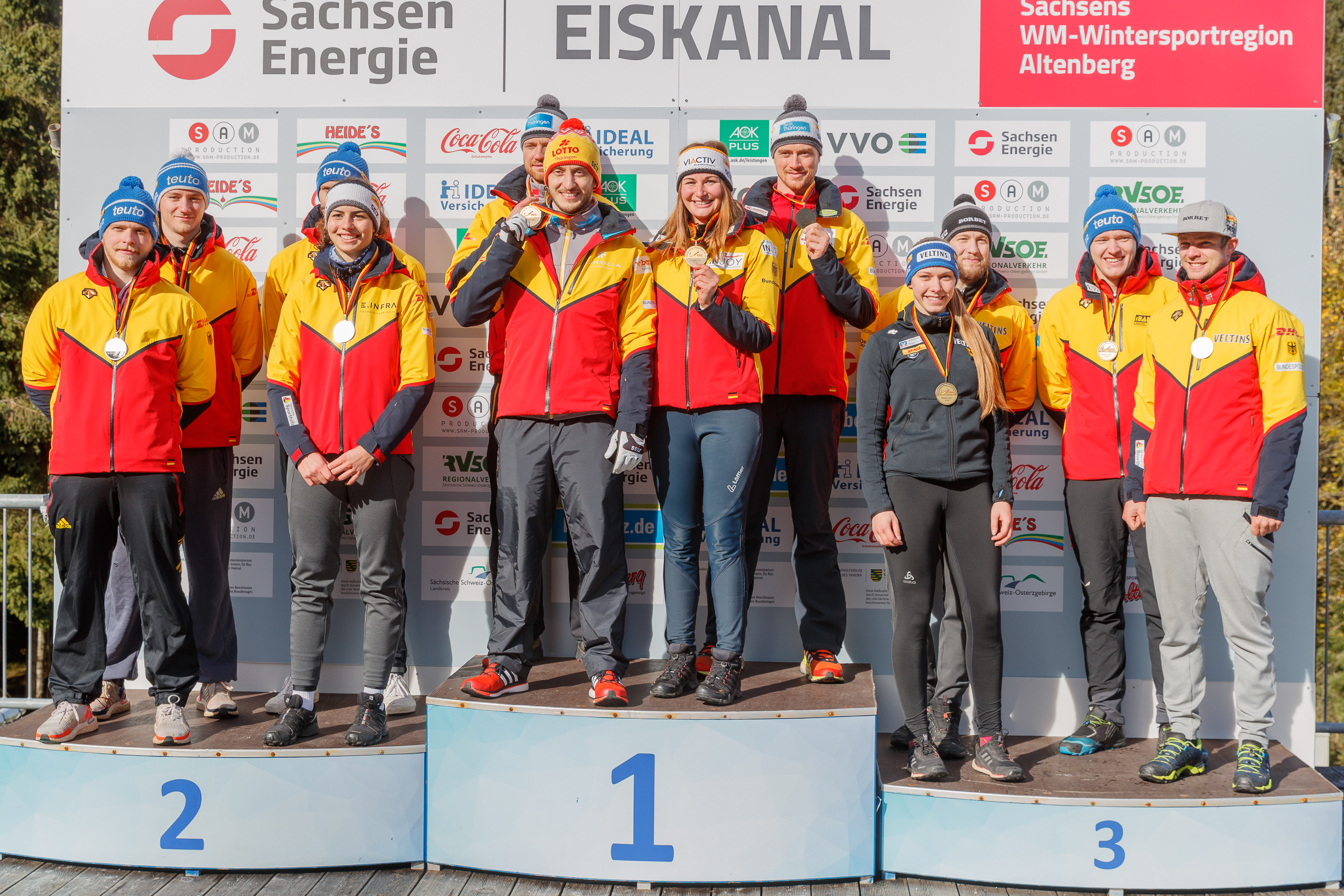
Podium

Der Teamstaffelwettbewerb wurde von der Teamstaffel, bestehend aus den Siegern der Einzelwettbewerbe (Julia Taubitz, Johannes Ludwig sowie Toni Eggert und Sascha Benecken), dominiert. Sie siegten mit einem Vorsprung von mehr als einer Sekunde vor Jessica Degenhardt, Moritz Bollmann sowie Hannes Orlamünder und Paul Gubitz. Cheyenne Rosenthal, Max Langenhan sowie Robin Geueke und David Gamm belegten den Bronzerang vor Dajana Eitberger, Chris Eißler sowie Max Ewald und Jakob Jannusch. Die Teamstaffel der Berchtesgadener Trainingsgruppe Sonnenschein um Anna Berreiter, Felix Loch sowie Tobias Wendl und Tobias Arlt wurde nach einem schweren Fahrfehler von Berreiter am Start und einer erneut schwachen Leistung Lochs nun Fünfte. Die Junioren-Teamstaffel um Merle Fräbel, Florian Müller sowie Moritz Jäger und Valentin Steudte wurden knapp dahinter Sechste.